# Средневековая историография
Средневеко́вая историогра́фия (англ. Historiography in the Middle Ages, нем. Mittelalterliche Geschichtsschreibung, фр. Historiographie médiévale) — намеренное сохранение памяти о прошлом в трудах западноевропейских писателей IV—XV веков, представляющее собой прямое продолжение античной греческой и римской историографии, однако, в отличие от неё, организующее события по хронологии, а не причинно-следственным связям, и плохо локализованное в пространстве. История как самостоятельная дисциплина отсутствовала в эпоху Средневековья, как не существовало профессии историка; тем не менее писатели на историческую тему понимали особенности исторического жанра. Преимущественно созданием исторических текстов занимались священнослужители, а затем — государственные деятели и даже трубадуры и жонглёры, представители пополанов и бюргерства. Значительная часть текстов писалась на латинском языке, массив текстов на современных эпохе национальных языках появляется только с Высокого Средневековья.
При неизменности риторического метода, доставшегося от античности, средневековая историография являлась реализацией ряда христианских концепций, в первую очередь — универсализма и эсхатологии. Практически все средневековые историки разрабатывали универсалистскую точку зрения, поскольку история воспринималась как деяния Божьи, что не исключало локального патриотизма и ксенофобии. Р. Коллингвуд подчёркивал, что «История как воля Бога предопределяет самое себя, и её закономерное течение не зависит от стремления человека управлять ею. В ней возникают и реализуются цели, не планируемые ни одним человеческим существом. Даже те, кто думает, что они противодействуют им, на самом деле способствуют их исполнению».
Средневековые историки стремились рассказать о прошедших временах и описать современные им события в строгой хронологической последовательности. Этот подход привёл к осознанию, что человечество в своём развитии прошло через ряд этапов. Одним из первых вариантов периодизации стала четырёхчастная концепция Ипполита Римского и Юлия Африкана. Она предполагала совмещение античной концепции смены Золотого, Серебряного, Бронзового и Железного веков с христианским провиденциализмом; к каждому веку была привязана крупная империя: Халдейская (Вавилонская), Персидская, Македонская, Римская. Другая традиция была заложена в XII веке Иоахимом Флорским, который разделил историю на три периода: царствование Бога-Отца, или невоплощенного Бога, дохристианская эра; царствование Бога-сына, или христианская эра; царствование Святого Духа, которое должно было начаться в будущем. Ключом к истории было Откровение, которое позволяло понимать прошлые деяния Творца и позволяло продемонстрировать Его будущие намерения, однако дело историка — только прошлое, а будущее — область пророка.

## Предмет и терминология

### Определение «Средневековья» и его границ
Французский исследователь Бернар Гене (1980) писал:

Каждый медиевист знает сегодня, что Средневековья никогда не существовало и тем более никогда не было духа Средневековья. Кому взбрело бы в голову сунуть в один мешок людей и учреждения VII, XI и XIV столетий? Если нужно производить периодизацию, у 1000 года или у 1300 не больше, но и не меньше прав, чем у конца V или конца XV столетия. Истина заключается в том, что в сложной ткани, которую представляет собой история, изменения, происходящие в каждой области и на разных уровнях каждой области, не совпадают, не согласуются между собой. Чем более общий характер носит периодизация, тем более она спорна.
Однако тот же Б. Гене обозначил и некоторые черты общности, которые позволяют выделять тысячелетний период между Античностью и Ренессансом: на Западе, противопоставляющем себя греческому Востоку, — то есть в Италии, Испании и странах к северу от Альп и Пиреней, господствовала Римская церковь, а языком культуры являлась латынь. Определение Средневековья как периода между падением Римской империи и началом существенных культурных, религиозных и политических перемен XV—XVI веков восходит к первым итальянским гуманистам. Исторически эта периодизация и само определение устоялось в веках, однако при том, что широко используется, имеет ряд неудобств. В первую очередь это связано с тем, что гуманистическое понятие medium aevum противопоставлено античному, и у́же — римскому — прошлому, и потому возникает сомнение в его применимости к регионам, которые не находились под властью Рима, например, Ирландии или Скандинавии. В этом плане можно говорить, что для Ирландии средневековье началось с её англо-норманнского завоевания в 1169 году. Ещё более сложным является применимость термина «Средневековье» к незападным цивилизациям, в том числе арабо-мусульманской, китайской или японской. В энциклопедическом справочнике по историографии издательства «Routledge» (1997), в тематической главе термин «Средневековье» применяется только к европейскому прошлому, притом связанному с миграциями германцев на земли Римской империи; иными словами, за пределами рассмотрения оказываются балканские регионы и славянские территории Центральной Европы, что является историографической реальностью, сложившейся за пять веков непрерывной исторической традиции. Хронологические границы Средневековья при их чрезвычайной условности (приблизительно, между 300—1500 годами), восходят к определению словаря Французской Академии 1798 года: «от царствования Константина до возрождения литературы в XV столетии». Аналогичные границы постепенно утверждаются в современной российской историографии.

### Средневековый историзм и риторика
Иудейская и христианская религия, согласно определению Д. Делияннис, были историчны в своей основе, поскольку базировались, хотя бы отчасти, на текстах исторического и биографического содержания. Средневековые авторы унаследовали античные традиции биографии и историописания, однако история не являлась самостоятельной ветвью науки; чаще всего исторические штудии классифицировались как отрасль грамматики или риторики. Историки принадлежали к разным социальным слоям и писали для различной аудитории; часто средневековые авторы подражали библейским или классическим античным образцам, но в большинстве случаев переписывали тексты друг у друга, руководствуясь устойчивыми клише. Значительная часть современных представлений о Средневековье базируется на некотором наборе базовых текстов, которые определяют интерпретацию того или иного времени. Так, главным эталоном для описания франкского государства и общества VI века является Григорий Турский, а английского и французского XIV столетия — Жан Фруассар. Такие тексты являются базовыми для исследования источников их авторов и применяемых литературных моделей, контекстов написания, целеполагания и предполагаемой аудитории.
В Средневековье использование термина «история» не корреспондировало с историографией. Латинское слово Historia буквально означало «сообщение», «повествование», и прилагалось к любому нарративу, в том числе повествовательной прозе, литургическим текстам, эпической поэзии. При этом писатели-историки (точнее, создатели текстов, которые современной культурой именуются историческими) отлично осознавали, что история составляет особый тип повествования. Первую попытку теоретически разъяснить особенности исторического жанра предпринял в VII веке Исидор Севильский в первой книге своей энциклопедии «Этимологии», при этом после него практически никто из авторов специально не теоретизировал на эту тему, и высказывания более или менее несистематичны. Исидор выделял два типа повествования: fabula (басня) и historia. «Басни (fabula) названы [так] поэтами от того, что будет высказано (fandus), поскольку [их сюжеты] — вещи, которые не произошли, но которые только вымышлены в речи. Они для того написаны, чтобы при помощи разговоров безгласных животных показать образ жизни некоторых людей» (Etymologiae. I, 40, 1).

История (historia) есть повествование о событиях (res gestae), при помощи которого становится известным то, что было сделано в прошлом. Названа же история у греков ἁπὸ τοῠ ἱστορεἳν, то есть «от видения» или узнавания. У древних ведь никто не писал историю, если не присутствовал [при описываемых событиях] и не видел сам то, что записывал. Мы ведь лучше замечаем глазами то, что совершается, чем воспринимаем на слух. Ведь то, что видят, высказывают без обмана. Эта наука относится к грамматике, ибо всё, сколь-нибудь достойное памяти, передаётся посредством букв.— Etymologiae. I, 41, 1-2
Рассуждая о жанрах истории, Исидор писал не о литературе, а о временны́х отрезках, положенных в основу повествования: эфемерида-дневник, календарь и анналы, то есть описание того, что произошло, соответственно, за день, месяц и целый год.
В предисловии к своей «Церковной истории» Беда Достопочтенный заверял читателя в намерении следовать истине и упоминал, что он попытался выяснить для наставления потомков из народной молвы, что есть «истинный закон истории» (vera lex historiae). Эта формула привлекала внимание многих исследователей, которые стремились понять историографический принцип и методологические установки самого Беды. Слова об истинном законе были заимствованы из предисловия Иеронима к переводу «Хроники» Евсевия Кесарийского: о прошлом необходимо рассказывать, «выражая мнение простого народа, что есть истинный закон истории». Р. Рэй в статье 1980 года обратил внимание, что Беда следовал наставлениям Августина и стремился вычленить в истории суть вещей. История не есть буквальный рассказ о том, что произошло, а только подача читателю поучительной формы действительных событий. Это и есть закон исторического повествования, то есть учёт «молвы» был настоятельно необходим, ибо если бы детали повествования расходились с привычными представлениями, рассказ становился риторически неэффективным. Понимание границ правды и вымысла было достаточно специфическим. Для средневекового историка изложение «деяний», то есть сцен, поступков, речей и прочего, было важно с точки зрения не столько передачи преходящих деталей, сколько универсальных, вечных смыслов («должного»). Это своего рода «истина типического», поэтому у историка была значительно более широкая возможность для изобретения фактов, чем у авторов Нового и Новейшего времени. Это же парадоксально означает, что средневековую «вымышленную историю» было затруднительно фальсифицировать, поскольку внешними критериями для верификации являлись память, суждение или даже предпочтение отдельного читателя.
Классическая риторика Цицерона различала historia, которая рассказывает правду, argumentum, который повествует о нечто правдоподобном, и fabula — повествование о том, что не является ни правдивым, ни правдоподобным. Эту классификацию знали Исидор и Винсент из Бове, но в большинстве своём средневековые авторы предпочитали двойственную оппозицию истории и басни. Риторическая стратегия предполагала, что история должна восприниматься буквально, на веру. Существенно то, что историка в меньшей степени интересовало выяснение причин того или иного события: все они были необходимой частью Божественного замысла, который можно было постигнуть в своё время. Знание о прошлом имело смысл только как часть знания об изначальном плане, в котором каждое событие имело смысл. Чтение и комментирование Библии — Священного Писания, которое содержало всю полноту смыслов, доступных человеку, — требовало глубокого и тщательного изучения древнееврейской истории, хронологии, топографии, генеалогии. Изучение истории и культуры богоизбранного народа оправдывало изучение античной и национальной истории и задавало подходы к её описанию и интерпретации. Для христианского историка предметом интереса было теологическое измерение: определение места своего народа, государства и церкви в общей картине истории христианского мира и установление цели и высшего назначения произошедших событий.

## Предпосылки средневековой историографии (300—500)

### Анналистика
Формирование западной средневековой историографии происходило под влиянием двух параллельных традиций — хроникальной и священной. Большое значение для развития летописания играли официальные консульские фасты (Fasti consulares или Consularia), которые до конца VI века регулярно велись в Риме, Константинополе и Равенне. Считается, что эти официальные списки, содержащие краткие упоминания о важнейших событиях тех или иных лет, редактировались последовательно в 445, 456, 493, 526 и 572 годах. Для IV—VI веков это основа всех исторических трудов, составлявшихся в то время. По мере распада Западной Римской империи консульские фасты составлялись и в отделявшихся провинциях. Так, Григорий Турский использовал не дошедшие до позднейших эпох Арелатские и «Анжерские анналы». Консульские фасты были основой для особого жанра сборников, наподобие Хронографа 354 года, сохранившегося лишь в копии XVII века с неполной рукописи каролингской эпохи, по-видимому, точно воспроизводившей иллюстрированный оригинал. Реконструкцию его исходного текста попытался осуществить Теодор Моммзен на основе обрывков аналогичных текстов, относившихся к V веку. Исходный текст Хронографа 354 года состоял из восьми частей:
1. Календарь с указанием дней рождения императоров, заседаний Сената и общественных игр;
2. Консульские фасты (доведённые до 354 года);
3. Пасхалия на 312—412 годы;
4. Список римских префектов за 254—354 годы;
5. Список пап Римских до 352 года;
6. Краткая топография Рима;
7. Собственно, хронограф — всемирная хроника от сотворения мира до 354 года;
8. Римская хроника, доведённая до 354 года[25].

На латинском Западе после падения империи жанр анналов возродился с VI века в монастырях в виде кратчайших заметок в пасхалиях против отдельных годов, причём отмечался далеко не каждый год. По мере увеличения объёма анналов они заносились в специальные рукописи; в первоначальном виде они не сохранились. С конца VII века в крупнейших аббатствах анналы стали вестись систематически; монастыри периодически обменивались такими документами для перепроверки и пополнения собственных записей. Иногда одна такая хроника могла быть положена в основу анналов вновь созданной обители.

### Священная история Евсевия — Иеронима
Начиная с IV века складывался принципиально новый тип исторического сочинения, оказавший огромное влияние на всю средневековую историографию. Это христианская всемирная хроника, развивавшаяся в новых условиях. Ядром древнеримской историографии была концепция Вечного Города, завоевавшего всё Средиземноморье, но к IV веку она утратила былое значение. После реформ Диоклетиана Рим утратил столичный статус, а по мере раздела империи на части хронологические и территориальные рамки исторического процесса раздвинулись, и римская история стала лишь его звеном. На смену римской историографии пришла священная история (Historia sacra), то есть история евреев и христианской церкви, которая включала всё Средиземноморье и Ближний Восток. Первый образец нового историописания был представлен в хронике Юлия Африкана, завершённой примерно к 234 году. Основная хронологическая схема была при этом предложена в комментарии к книге Даниила Ипполита Римского. Юлий Африкан предложил принципиально новый взгляд на хронологию всемирной истории, которая разворачивалась от сотворения мира до второго пришествия. Общая продолжительность истории объявлялась равной 7000 лет, основываясь на библейских текстах: Пс. 89:4 — «пред очами Твоими тысяча лет, как день вчерашний, когда он прошёл» и 2Пет. 3:8 — «у Господа один день, как тысяча лет, и тысяча лет, как один день». То есть 1000 лет соответствовала одному дню в шести днях творения и одному дню отдохновения Господа от трудов, — всего 7000 лет. Крестная смерть Спасителя совершилась в пятницу в шестой час (Ин. 19:14), отсюда следует, что Рождество пришлось на 5500 год от сотворения мира. Спаситель же — начало и конец творения (Отк. 21:6). Ипполит, впервые предложивший такую схему (и датировавший год своей проповеди как 5738-й) решал — возможно неосознанно — задачу отодвинуть свою паству от апокалипсических ожиданий и вписать церковь не только в библейскую картину мира, но и историческое время.
Этот метод — как и текст хроники Юлия Африкана — полностью использовал и развил Евсевий Кесарийский. В последующей историографии эту схему именуют концепцией Евсевия — Иеронима, поскольку Иероним Стридонский перевёл «Хронику» на латинский язык. Труд Евсевия включал две части: во введении содержалось подобие хрестоматии материалов по истории разных народов, а в «Хронологическом каноне» были представлены синхронистические таблицы с важнейшими фактами истории от сотворения мира до 324 года. Иероним перевёл на латынь только таблицы, — доведя их до 378 года, тогда как введение («Эпитома») дошло до нас только в армянском переводе. Евсевий привёл различные системы летосчисления с библейской и установил синхронизм. Так, время деятельности Самсона соответствовало Троянской войне, а пророков Исаии и Осии — первой Олимпиаде. Начало проповеди Христа датировано 15-м годом правления Тиберия и 4-м годом 201-й Олимпиады, и так далее. Дата от Рождества Христова не использовалась. Иными словами, Евсевий показал возможность использования светских (языческих) источников для священной истории и указывал, что мир годится и как место жизни и как место спасения. Христианская всемирная история охватила эллинскую Ойкумену. Рождество Христово Евсевий отнёс к 5199 году от сотворения мира. В отличие от античной историко-риторической традиции, характерной чертой которой являлись вымышленные речи, влагаемые автором в уста исторических деятелей, метод Евсевия состоял в опоре на документы. Такой подход повышал эффективность борьбы против ересей и действенность апологетики. Благодаря Евсевию базовой формой христианской историографии стала хроника, в которой выстраивались перечни наследующих друг другу епископов в цепи апостольского преемства.
Иероним адаптировал схемы Евсевия для современного ему читателя-римлянина, сохранив исторический охват и схему выявления, как разворачивалось Божье творение. Свой перевод Иероним завершил вторжением готов и убийством императора-арианина Валента при Адрианополе, поскольку варварское вторжение оживило апокалиптические настроения. Завершая свой перевод, Иероним наметил пути к развитию и дополнению своего труда. Ныне эти дополнения рассматриваются как самостоятельные сочинения. Сохранилась хроника 452 года, самый ранний и лучший её список относится к X веку. Эта хроника продолжала линию Иеронима до указанной даты. К этой же традиции относились хроники Руфина, Сульпиция Севера, Кассиодора, Павла Орозия, Проспера Аквитанского и Мария Аваншского, доведённые до 581 года. Каждое из этих дополнений содержит уникальные сведения и является ценным историческим источником, но при этом имеет разное историографическое значение и пользовались различной популярностью у современников. Так, полный текст «Хроники от начала мира» Сульпиция Севера сохранился в единственной рукописи, а «Семи книг истории против язычников» Орозия — в двухстах. Принципиально важным в этих дополнениях является то, что, сохраняя евсевианско-иеронимовское понимание Божественного провидения, поздние хронисты стремились вернуть Риму первенствующее положение среди народов. К этой же линии развития историографии относился Сульпиций Север, который довёл свою «Священную историю» до 403 года, стремясь показать непрерывность Откровения, явленного пророками, пока не доходит до торжества Церкви. Он, однако, не ограничился схемами и попытался проанализировать Книгу Даниила в историографическом контексте, предложив концепцию смены четырёх веков и четырёх царств. Халдейское царство — Золотого века, сменилось Серебряным веком — Персией, та — Бронзовым веком Македонии, и, наконец, железным колоссом на глиняных ногах — Римом, который Христос вновь утвердил на камне Церкви (первым римским епископом считался апостол Пётр, чьё имя означало «Камень», Мф. 16:18). Сульпиций Север, напротив, совсем не привлекал новозаветный материал, а используя исторические книги Ветхого Завета, не использовал аллегорической экзегезы, предпочитая буквальное прочтение; но при этом более критично относился к ветхозаветной хронологии, чем Евсевий. По оценке М. Лейстнера, Сульпиций Север представил «лучший исторический рассказ V века», писал на правильной латыни, стилистически следующей образцам Саллюстия, Цезаря, Ливия и Тацита.

### Павел Орозий и Августин Аврелий
Имена испанского священника Павла Орозия и Августина Аврелия, епископа Гиппонского, обычно ставятся исследователями рядом. Павел бежал в Римскую Африку из Испании и стал учеником Августина; на обоих сильнейшее впечатление произвёл захват Рима готами в 410 году. Поскольку в Риме широко распространились слухи, что падение Вечного Города стало следствием того, что боги оставили оскорблённый ими город, Августин заказал Павлу апологетическое сочинение, оконченное им около 417 года. Теодор Моммзен, однако, доказал, что «История против язычников» была основана на концепции Евсевия — Иеронима; кроме того, Павел Орозий не имел достаточного образования, и результат его трудов вызвал недовольство Августина. Его хроника была компиляцией из хроник Иеронима, Сульпиция Севера и некоторых языческих римских авторов, которыми он пользовался поверхностно и отбирал подчас самые невероятные легенды. Он исходил из того, что до Христа человечество расплачивалось за Адамово грехопадение, поэтому не находил в истории вообще ничего, кроме бесчисленных бедствий и катастроф; Петрарка назвал его «коллекционером всех бед на свете». На фоне прошедших ужасов, варварские вторжения в Испанию и Италию не казались ему чрезмерным несчастьем. Отчасти это объяснялось последовательно антиримской позицией Павла, и тем, что он стремился доказать, что только после утверждения Церкви при Константине, современность стала самой счастливой эпохой для человечества. Например, в глубокой древности страшное опустошение наносили чума и саранча, но после Воплощения они уже не приносят серьёзного ущерба. Орозий сохранил схему четырёх царств Евсевия — Иеронима, но его важнейшей инновацией стало введение нумерологии, основанной на числе 7. Так, четыре царства (Вавилонское, Мидийско-Персидское, Македонское, Римское) продолжались по 700 лет каждое, великий пожар Рима, уничтоживший 14 районов (дважды по 7), случился в 700 году от основания Города, и так далее. Августин, рассматривавший хронику как историческое обрамление и комментарий своего трактата «О граде Божием», даже не упомянул Павла по имени и не ссылался на него; однако и современники, и последующие поколения не заметили разрыва учителя и ученика, и Орозий стал одним из важнейших авторитетов вплоть до Ренессанса и Реформации. Его хроника — важнейший первоисточник и свидетельство очевидца о создании Вестготского королевства.
Патрон и учитель Орозия — Августин, гораздо сложнее относился к государству, гражданским институтам и мирскому вообще. Этому вопросу посвящены книги XIV—XVIII De civitate Dei. Августинов Град Божий — очень сложное понятие, которое в некоторых контекстах тождественно Церкви, но чаще подразумевает «странствующее» по Земле общество праведных, которое до Воплощения состояло из верных Богу ангелов, патриархов, пророков и праведников; после крестной смерти Христа в Град входят все христиане. В конце истории на основе церкви возникнет Государство Божье; то есть Августин впервые предложил объяснение истории как целенаправленного осуществления Божественного плана. Град не существует физически, в отличие от материальных земных градов, в частности, Рима. Земной град, то есть цивилизация, впервые был основан братоубийцей Каином, а ассирийский царь Нин был первым завоевателем, действующим, дабы утолить свою гордыню и алчность. Ромул — такой же братоубийца, как и Каин, а Александр Македонский ничуть не лучше презренного пирата. Падение Рима — расплата за насилие над покорёнными народами и отсутствие справедливости. Противоречие возникает, когда Августин выражал надежду, что быть может, в будущем Рим возродится, если на то будет воля Божья, познать же Его замыслы не дано никому. Важно и то, что Августин воспринимал мир как царство зла, но, в отличие от манихеев (в чьей секте состоял в молодости), трактовал его не субстанциально, а как удаление от Бога. Идеал Града Божьего иногда видится и в монашеском измерении, как идеал ухода от мира. В XVIII книге «О граде Божием» рассматривались разные варианты периодизации, но относительно кратко. Принимая периодизацию Евсевия — Иеронима по царствам, он упоминал лишь Ассирию и Рим. Вторая периодизация была также заимствована у Евсевия — деление истории на эпоху до Рождества Христова и после. Свою собственную концепцию периодизации Августин наиболее подробно изложил в комментарии на Шестоднев против манихеев; собственно исторических книг Писания он почти не цитировал, предпочитая аллегорическую экзегезу. Его главной задачей было отказаться от дословного отождествления Шестоднева с тысячелетиями и напрасного ожидания Страшного суда. Августин для этого использовал концепцию отождествления отрезков истории с возрастами человека, которую впервые применил Цицерон. Августин выделил в прошлом шесть веков, положив в основу периодизации священную историю:
1. Младенчество (infantia) — от Адама до Ноя;
2. Детство (pueritia) — от Ноя до Авраама;
3. Отрочество (adolescentia) — от Авраама до Давида;
4. Молодость (iuventus) — от Давида до Вавилонского пленения;
5. Зрелость (gravitas) — после Вавилонского пленения;
6. Старость (senectus) — проповедь Христова.

Будет и седьмой век — будущий, конец человечества. Августин неоднократно подчёркивал суетность и греховность стремления узнать, что Отец предназначил для седьмого века и когда он настанет. Более того, верующие уже живут в Граде Божием, в силу их духовного воскресения из греховного мира и веры в Спасителя. Эта концепция Августина стала ключевой для средневекового учения об универсальной истории.

## Раннее Средневековье (500—1000)
Несмотря на то, что концепция двух Градов и эпох-возрастов Августина не была исторической в строгом смысле слова и не предполагала дальнейшего развития, она оказала существенное влияние на универсальные построения теологов VII—VIII веков, особенно Исидора и Беды, а также на формирование жанра средневековой хроники. Последнее произошло значительно позднее. Принципиальным отличием положения Исидора и Беды от Августина было то, что им не было необходимости защищать положения веры, спорить с противниками или опровергать мнения оппонентов. Исторические труды Средневековья создавались как тексты одного глобального института — церкви — и только во вторую очередь как нарративы локальных общин, королевств или народов. Основными источниками создания исторического нарратива были исключительно труды других писателей, причём авторы сознательно стремились продолжать и доводить до своей современности сочинения предшественников, поскольку средневековое сознание включало концепт непрерывной традиции.
Героями раннесредневековых историков часто были целые народы — готы у Кассиодора, Иордана и Исидора, франки у Григория Турского, лангобарды у Павла Диакона и бритты у Гильдаса. Судьба народа в сочинениях такого рода конструировалась по лекалам истории Павла Орозия: народы древности, включая греков и римлян, жили во грехе, не осознавая того, и оттого терпели бедствия и двигались к ложным целям, подвергаясь разгрому и завоеванию. Бог, хотя и не общался напрямую с историческими героями, как в Ветхом Завете, неусыпно заботился о жизни своих творений, даруя вознаграждение и насылая кару. Исторические перемены объяснялись через концепцию «греховного» и «праведного» народа. Например, в интерпретации Гильдаса бритты, погрязнув в грехах, отвернулись от Бога и потому были завоёваны англами. Хотя христианские историки признавали наличие изначального Божественного замысла, они не отвергали и выбора, воздаяние за который получал не только герой, но и целый народ. Григорий Турский отмечал, что у христиан всё слагается счастливо, у еретиков же всё идёт дурно, и приводил в пример Хлодвига и Алариха. Образ нового богоизбранного народа приобрёл особое значение для историков германских королевств. Логика была очевидна — для христианской веры не было «ни эллина, ни иудея». Если в Ветхом Завете Бог-отец вёл избранный народ — евреев, то и в «настоящее время» история должна была повториться с избранным народом Сына — из христиан. После падения Римской империи и создания варварских королевств образ стал ассоциироваться с государственностью конкретных германских народов, к представителям которых относился тот или иной историк. Наиболее отчётливо эта идея была представлена именно в «Истории» Беды Достопочтенного.

### Рецепция античности в Италии: Кассиодор
Флавий Магн Аврелий Кассиодор Сенатор происходил из знатного сирийского рода, который служил Римской империи на всём протяжении V века и был связан родственными узами с Боэцием. Ещё совсем молодым человеком Кассиодор начал придворную карьеру при короле остготов Теодорихе. Его карьера динамично развивалась — в 514 году он был назначен консулом, а между 523—527 годами, сменив казнённого Боэция на посту магистра оффиций, занимался учётом документов и составлением официальных писем. В 519 году он завершил свою «Хронику», приуроченную к кратковременному византийско-готскому союзу. Содержательно труд Кассиодора воспроизводил стандартные консульские анналы, в традиционном жанре fastiae, начиная от Луция Юния Брута, однако вписанные в концепцию церковной хронографии Евсевия: первым правителем, объединившим светскую и духовную власть назван Нин, после чего перечисляются 25 ассирийских царей, правивших 852 года, далее преемственность власти перешла к Латину и Энею, передавших её римским царям от Ромула до Тарквиния Гордого. Только затем началась консульская преемственность как таковая.
Пропагандистская направленность «Хроники» очевидна: факт, что наследник готского престола Эвтарих стал римским консулом, преподносится как начало нового этапа всемирной истории, то есть готы из категории «варваров» были переведены Кассиодором в разряд «исторических народов», которыми до него в античной историографии были только греки и римляне. Пропагандистская направленность «Хроники» приводила к разнообразным искажениям: под 402 годом, когда описывается война готов и Стилихона, победа приписана готам; когда же речь идёт о разграблении Рима готами в 410 году, то описано почти исключительно «милосердие» Алариха. При описании битвы на Каталаунских полях, Кассиодор писал, что вместе с Аэцием против гуннов сражались готы, не уточняя, что это были вестготы, а отец Теодориха — Теодемир, — и все его соплеменники были как раз на стороне Аттилы.
Примерно в это же время Кассиодор предпринял написание «Истории готов» в 12 книгах, которая также создавалась по заказу Теодориха, стремившегося «сделать историю готов историей римской». Судя по кругу цитированных авторов, её материалы были использованы Иорданом в его небольшом сочинении «О происхождении и деяниях гетов». «История готов» Кассиодора является первой историей варварского народа, написанной римлянином, именно с целью включить историю готов во всемирный процесс. Это же означает, что Теодорих, как правитель варваров, ассимилировавший римские традиции, отлично понимал роль истории и книг вообще в политической пропаганде. В дальнейшем такую же линию выражал Григорий Турский в «Истории франков»: это описание «нового» исторического народа, который в античном прошлом причисляли к варварам. Сочинение Кассиодора о готах не сохранилось, возможно, оно было уничтожено после падения Остготского королевства и переезда Сенатора в Константинополь. В дальнейшем, Кассиодор, создав один из первых европейских скрипториев — Виварий — приложил много усилий для сохранения и распространения античного книжного наследия, в том числе исторических сочинений. В своём трактате «Институции», Кассиодор перечислил набор базовых для него исторических текстов, которые затем стали восприниматься как нормативные и распространились по библиотекам латинского Запада. В их число входили «Иудейские древности» и «Иудейская война» Иосифа Флавия (он воспринимался как церковный историк); «Церковная история» Евсевия Кесарийского в переводе Руфина и его продолжение — «История в трёх частях» — самого Кассиодора; «История против язычников» Павла Орозия, уцелевшие книги истории Аммиана Марцеллина, хроника Проспера Аквитанского и два сочинения «О выдающихся мужах» Иеронима и Геннадия. Эти труды имелись практически во всех крупных монастырских библиотеках. По словам Б. Гене, «выбор Кассиодора на тысячу лет вперёд определил западную историческую культуру»: тот же набор текстов присутствовал в распоряжении Уильяма из Мальмсбери в XII веке и Гартмана Шеделя в XV-м. Именно эти труды начали публиковать первопечатники до 1500 года.

### Рецепция античности в Испании и Британии

#### Исидор Севильский
Исидор Севильский, будучи представителем интеллектуальной и политической элиты Вестготского королевства, разделял общеантичные представления о том, что человек по природе предназначен не только к созерцательной, но и к деятельной жизни; его главная миссия — познать самого себя. Поэтому история признавалась Исидором как метод познания и сфера реализации не только Божественного провидения, но и человеческих деяний. Это накладывалось на стремление правителей варварских племён, завоевавших Римскую империю, на интеграцию в античный мир, стремясь по-своему — на христианской основе — восстановить единство римского мира. Соответственно, история должна была прояснить происхождение и утверждение готского народа. Летосчисление Исидор вёл по испанской эре, отсчитываемой от 38 года до н. э.
Философия истории в том виде, в каком её рассматривал Августин, — размышления о смысле истории и её направленности, о месте человека в истории — Исидору была чужда. Он безоговорочно принял схему христианской историографии и констатировал её. История, по примеру Августина, градуировалась на семь отрезков, но им было дано конкретное наполнение:
1. Младенчество — от Адама до Ноя (10 поколений);
2. Детство — от Ноя до Авраама (10 поколений);
3. Отрочество — от Авраама до Давида (40 поколений);
4. Юность — от Давида до Вавилонского пленения (40 поколений);
5. Зрелость — от Вавилонского пленения до Рождества Христова (40 поколений);
6. Начало заката и старость — от евангельской проповеди до конца света (столько же поколений, сколько от Адама до последнего);
7. Седьмой день — конец времени и истории, Царство Божье на Земле[61].

Исидор не делал разделения на ост- и вестготов, хотя повествует о судьбе двух ветвей готского племени. В истории готов делается акцент на формировании сильного государства с достойным королём во главе, который установил истинную веру. История готов предстаёт в трактате Исидора как цепь побед, особенно он восхваляет Реккареда и Сисебута, которые установили мир между вестготами и испано-римлянами. Для мироощущения Исидора существенной чертой является утрата переживания противостояния римлян и варваров, определяющего идеологию V—VI веков. В «Истории…» определённо проводится мысль, что родина готов и испано-римлян — едина, и будущее их тоже общее. Это подчёркивается противопоставлением Испании и всего остального мира. Свою неприязнь к франкам он выразил оригинально: привлекая множество италийских и испанских авторов и будучи большим эрудитом, Исидор вообще не цитировал авторов, имеющих отношение к римской и франкской Галлии, даже тех, чей авторитет был высок во всём западном мире. Готы и франки противопоставлялись не в пользу последних; этноним «франк» он возводил к латинскому понятию «дикость» (ferocia). Подобная же антипатия наблюдается у него к византийскому Востоку; это было связано как с политическим противостоянием Вестготского королевства и Византии, так и с недоверием ортодокса Исидора к «восточным еретикам», не признававшим власть римского епископа.

#### Беда Достопочтенный
Беда Достопочтенный получил наилучшее для англосаксонской Британии воспитание и образование, владел латинским и греческим языками, и долгое время преподавал в родной обители Веармут-Ярроу, которую покидал всего два раза в жизни. Занимаясь на практике методами расчёта пасхалии и согласования систем исчисления лет у иудеев, римлян и англосаксов, Беда разработал настолько удачный метод, что он использовался Католической церковью в течение нескольких столетий. Другой круг проблем включал осмысление исторического времени и, как следствие, — создание собственной философии истории. В общем, Беда воспринимал время, сотворённое Богом, как линейное, направленное из прошлого в будущее, из вечности в вечность и стремящееся к собственному завершению. Однако аллегорический метод толкования Писания привёл Беду к восприятию времени как симметрического, поскольку история имела свой центр и кульминацию — Боговоплощение и жизнь Христа среди людей. Поэтому любые события истолковывались как имеющие место до, во время и после переломного момента истории. Времена «до» и «после» в свете Воплощения как бы «смотрелись» друг в друга, взаимно отражая уже совершившиеся или грядущие события. Это позволяло, например, зеркально соотносить писания Ветхого и Нового Заветов. Это же ощущение сближения и взаимной отражённости позволяло судить об англосаксах как о новых иудеях.
Из августиновского «О граде Божием» и хроник Исидора Севильского Беда заимствовал периодизацию истории мира и человечества на шесть периодов, соотносимых с возрастом человека и днями творения. Вслед за этими авторами он полагал, что мир достиг старости и что этот возраст наступил как раз от времени Рождества Христова. Периодизация выглядела так:
1. Эпоха от Адама до Ноя (младенчество человечества) — 10 поколений, 1656 лет. Этот мир целиком погиб в Потопе;
2. Эпоха от Ноя до Авраама (детство) — также 10 поколений, 292 года. В это время был изобретён праязык — еврейский;
3. Эпоха от Авраама до Давида (юность), 14 поколений, 942 года. Это время описано в Евангелии от Матфея — как начало родословия Христа.
4. Эпоха от Давида до Вавилонского плена (зрелость), 473 года. Это время царского правления.
5. Эпоха от Плена до Рождества Христова (старость), 589 лет. В это время еврейский народ был поражён пороками, как старостью.
6. Эпоха от Рождества Христова до 725 года. Предсмертное состояние человечества, не определённое рядом поколений или лет, которое должно завершиться Судом[66].

В хронологии Беды имеются определённые нестыковки, поскольку он исчислял время как по Септуагинте, так и по еврейскому библейскому тексту. Кроме того, в 67-й и 69-й главах «Об исчислении времён» он выделил ещё две эпохи. Седьмая течёт параллельно шестой — это время, в которое души всех почивших от века святых пребывают с Христом в ожидании телесного воскресения и Судного Дня (лат. animarum Sabbatum — Суббота душ). После Суда и воспламенения мира настанет восьмая эпоха — невечерний день Воскресения и вечной блаженной жизни. От сотворения мира до Рождества Христова по собственным расчётам Беды прошло 3952 года (что на 1259 лет меньше, чем по расчётам Исидора). В связи с этим возникал вопрос, сколько лет отпущено для последнего века. Если шесть веков соответствовали тому же числу тысячелетий, то можно было бы косвенно ответить на этот вопрос. По Беде получалось, что от Боговоплощения до Суда должно было пройти не менее 2000 лет, что значительно превышало срок, исчисленный его предшественниками. При этом попытка точно исчислить день Суда противоречила христианскому учению, а верующий должен быть готов предстать перед Судией в любой момент.
Беда Достопочтенный явился одним из первых средневековых писателей, в трудах которого была дана целостная концепция прошлого. «Церковная история народа англов» в пяти книгах повествовала о периоде от римского завоевания в 55 году до н. э. до 731 года, причём внешняя канва несла признаки типичного для эпохи хроникального жанра. Особый акцент Бедой делался на единстве церкви и её преемственности со Святым Престолом в Риме. Поэтому начало повествования от римского завоевания Британии прямо соотносилось с рассуждениями Августина об особой роли Римской империи в истории всего человечества, поскольку в соответствии с Божественным замыслом вселенское государство, собравшее воедино множество народов, было способно к распространению Веры Христовой. Беда даже утверждал, что англосаксонская церковь — как часть Божественного плана — уже существовала к моменту, когда первые миссионеры достигли берегов Альбиона. Трактат Беды показывает пример того, как созданные в историческом тексте общности впоследствии сами превращались в реальность в сознании тех, кому был предназначен текст.

### Каролингская эпоха
Создание Каролингской империи, которое воспринималось современниками как её «восстановление», резко усилило интерес к античности на латинском Западе. Самые ранние из дошедших до нас рукописей таких хрестоматийных писателей, как Цезарь, Светоний и Тацит, были созданы в монастырских скрипториях конца VIII—IX веков. Исторические идеи и образы, особенно почерпнутые из истории Орозия, пользовались такой популярностью, что стены тронной императорского дворца в Ингельхайме были расписаны на сюжеты, почерпнутые из Павла Орозия. Эрмольд Нигелл, автор стихотворного панегирика Людовику Благочестивому, утверждал, что на фресках были представлены персидский царь Кир, прародитель ассирийцев Нин, Ромул и Рем, Ганнибал Карфагенский, Александр Македонский, римские императоры Август, Константин и Феодосий. Каждый персонаж был изображён при двух событиях, сообразно сюжетам Орозия. Алкуин познакомил каролингский двор с «Церковной историей народа англов» Беды, рукопись которой была переписана в дворцовом скриптории около 800 года; с тех пор Беда превзошёл по популярности все остальные «истории народов», даже Исидора. А. И. Сидоров утверждал, что внимание каролингских интеллектуалов сосредотачивалось, с одной стороны, на церковной истории, с другой — на судьбах троянцев, евреев и римлян, которые в рамках государственного мифа увязывались с историей франкского народа. По сообщению Эйнхарда, Карл Великий любил во время трапезы и на досуге слушать «о деяниях древних». Вероятно, пример императора являлся стимулирующим образцом для социальной элиты. Для своей Vita Karoli Эйнхард старательно копировал форму античных жизнеописаний, главным образом, из Светония, рукопись которого имелась в Фульдской обители; но при этом сетовал, что не нашёл никаких сведений о детстве и юности Карла. В этом контексте А. Сидоров замечал, что если бы историк воспитывался в Лорше или Райхенау, где были представлены другие тексты, — созданное им жизнеописание приобрело бы совершенно иную форму.
Именно в Каролингскую эпоху широко распространяется датировка событий между Первым и Вторым Пришествиями ab Incarnatione Domini (от Воплощения Господня); по видимому «проблема 1000-го года» стала актуальной для некоторых христианских общин примерно за 200 лет до того, как возобладала в официальной анналистике. Ко второй половине IX века датировка «от Воплощения» вытесняет прочие, доставшиеся от прошлого, системы летосчисления, в том числе в практике королевских канцелярий.

#### Универсальная хроника Фрекульфа
Фрекульф, скончавшийся около 850 года, являлся одним из каролингских придворных эрудитов, членом Академии, основанной при Карле Великом. Его «История в двенадцати книгах» была адресована императрице Юдифи Баварской (первая часть) и Карлу Лысому (вторая), и стала, согласно Майклу Аллену, — завершением традиции, идущей от Евсевия и Августина. Хроника велика по объёму — в крупноформатном издании Миня она занимала 340 страниц.
Создавая по форме универсальную хронику (доведённую до 827 года и иконоборца Клавдия Туринского), Фрекульф представил два первых возраста человечества как предпосылку к построению августиновых Градов, а дальнейшее повествование было адресовано будущим гражданам Града Божьего. Трактат его построен из двух частей, описывающих состояние человечества до (7 книг) и после Воплощения (5 книг), а важнейшим стержнем, объединяющем историю, является храмовое богопочитание, как еврейское и языческое, так и христианское. Кроме того, именно Фрекульф был создателем мифа о троянском происхождении франков, хотя в другом месте упоминал, что они вышли из Скандинавии. Также Фрекульф, по-видимому, был первым латинским писателем, который осознал, что его собственная эпоха радикально отличается от предыдущих. М. Аллен считал, что «храмы были топосами и пунктуацией» труда Фрекульфа. Символическим было для него преобразование Римского Пантеона в церковь Пресвятой Девы и всех мучеников, которое маркирует момент, когда «франки и лангобарды сменили римлян и готов как повелителей Галлии и Италии». Фрекульф адресовал явный посыл именно каролингскому придворному, определяя историю как «зерцало», в котором читатель должен найти самого себя в Граде Божием, читая о делах Империи, святых, учениях и триумфах. Фрекульф радикально переосмыслил концепцию веков-возрастов Евсевия — Иеронима. После Адама следующий возраст пришёлся на Потоп, а от праотца Авраама последующие возрасты маркируются Исходом, Первым Храмом и Вторым Храмом вплоть до Рождества Христова. Относительно шестой и седьмой эр он цитировал Беду. Хотя для описания событий Фрекульф изобильно пользовался «Историей против язычников» Орозия, переписывая его, он полностью удалил все упоминания и отсылки к четырём царствам. Иными словами, осознавая качественно новую историческую реальность, Фрекульф нуждался и в новых выразительных и риторических средствах, не выходя за рамки раз и навсегда установленного Божьего замысла.

### Каролингская анналистика
Выдающиеся интеллектуалы круга Алкуина (его ученик Рабан Мавр, ученик Рабана Луп из Ферье, и ученик Лупа Хейрик Оксерский) не занимались сочинением собственных исторических трудов или их комментированием. Используемые и тиражируемые ими античные и раннесредневековые рукописи циркулировали между императорским двором и немногими крупнейшими монастырями. В результате оказывается, что каролингская историография была сугубо самодостаточна, ориентировалась на современность и не предполагала обязательной опоры на труды предшественников. Степень знания предшествующей традиции была крайне неравномерна и в количественном, и в территориальном, социальном и культурном плане, влияние её на каролингских историков было крайне невелико. Важнейшим результатом самостоятельного творчества были многочисленные монастырские хроники, а также краткие придворные записи, носившие официальный характер. В некоторых галльских монастырях предпринимались попытки создания сводных анналов, но лишь в конце VIII века удалось создать официальный летописный свод Франкской монархии. Первый его вариант, предположительно, был составлен в 795 году, и в дальнейшем уточнялся и дополнялся вплоть до 829 года. По месту нахождения, рукопись этого свода получила название «Лоршских анналов». Этот свод демонстрировал, с одной стороны, осведомлённость его составителей, с другой — тенденциозность подборки событий в соответствии с идеологической установкой — апологии правящего дома. После раздела империи в 843 году, официальное значение получили продолжения — для запада Сенбертенские анналы, а для востока — Фульдские анналы, а также Ксантенские анналы. К последним хронологически примыкают Ведастинские анналы, описывающие в основном события в северных и северо-восточных областях Западно-Франкского королевства. Официальная анналистика угасла к концу IX века: в 882 году скончался Гинкмар Реймский, последний, кто дополнял Санбертенские анналы, и превратил их последнюю часть в орудие прославления себя и очернения политических противников. Ведастинские анналы обрываются на событиях 900 года, а Фульдские анналы — 901 года. Хроника Фрекульфа послужила образцом для аббата Регинона Прюмского. Оригинальность отбора материала выразилась в том, что хронику Регинон начал от Рождества Христова и довёл до 907 года, но события последних десятилетий старался излагать максимально кратко и применял обтекаемые выражения, о чём подчас говорил прямо.
Несколько особняком стоит сочинение графа Нитгарда — внебрачного сына Ангильберта и Берты, одной из дочерей Карла Великого — «О раздорах сыновей Людовика Благочестивого». Книга эта отмечена глубоким пессимизмом и ярким противопоставлением процветания империи при Карле и наступившего позднее упадка. Это сочинение является и важным историческим источником, поскольку только в нём приводятся старофранцузский и старонемецкий тексты Страсбургской клятвы 842 года, а также описание саксонского восстания Стеллинга. Это последнее приписано козням Карла Лысого.
Помимо универсальных хроник, создаваемых интеллектуалами германских народов по политическому заказу светской власти, в эпоху Каролингов существовали ещё несколько разновидностей анналистики. Речь идёт в первую очередь о составлявшихся в Риме Liber Pontificalis. В Риме VI века неизвестный клирик составил каталог римских епископов, начиная от Святого Петра, и, чтобы придать своим анналам авторитет, приписал их папе Дамасию. Продолжения этого свода составлялись регулярно вплоть до понтификата Мартина V и прервались в 1431 году. Помимо папских анналов, существовали Gesta Episcoporum и Gesta Abbatum, — то есть местные епископские и аббатские хроники, которые как жанр просуществовали до XII века. Зачинателем последнего жанра был Григорий Турский, который к 10-й книге «Истории франков» добавил список епископов своего родного Тура, организованный по образцу Liber pontificalis: для каждого епископа приведены сведения о его родине, семье, характере, основанных им церквах и монастырях, список указов и канонических постановлений, продолжительности занятия кафедры, место захоронения и продолжительность вакансии кафедры после смерти предстоятеля. Однако до конца VIII века этот почин не имел продолжения и в подлинном виде жанр расцвёл при Каролингах. Возродил его епископ Ангильрамн из Меца, заказав «Деяния мецких епископов» Павлу Диакону. Эта хроника вводилась описанием Вознесения и Пятидесятницы, которые считались основанием вселенской церкви. Последовательность владык начиналась от Святого Климента, поставленного, по преданию на кафедру Меца апостолом Петром, и вплоть до Арнульфа, основателя рода Каролингов. Перечень епископов прерывался родословием Карла Великого. Преемственность заканчивается на Хродеганге, который восстановил литургическое общение франкской и Римской церквей. Иными словами, даже в монастырских хрониках (наподобие Фонтенельской) проводилась линия на кровную связь с Каролингской династией: основатель Фонтенельской обители св. Вандрилл, был родственником епископа Арнульфа. Даже Санкт-Галленская хроника, составленная монахом Рутпертом, должна была доказать кровную связь аббатства с имперским домом и утвердить права, ущемляемые Констанцским епископатом. Независимую от Каролингов традицию представляют епископские хроники Равенны и Неаполя.

### Оттоновская эпоха
В исторической науке утвердилось мнение, что после 840-х годов наметился общий упадок придворной и церковно-феодальной культуры, что сказалось и на уровне историописания. Резко сократилось число книжников-эрудитов, ухудшилось качество латинского стиля и языка, редким явлением стало знакомство с наследием античной культуры. О. Л. Вайнштейн для всего X века выделял лишь четыре имени выдающихся историков: Флодоард и Рихер для Франции, Видукинд — в Саксонии и Лиутпранд в Италии. Епископская кафедра Реймса в те времена была главным интеллектуальным центром Франции; в Италии и Германии эту функцию сохранил королевский двор. Рихер был учеником Герберта, аббата св. Ремигия в Реймсе. Он стал известным благодаря «Четырём книгам истории» и анналам, охватывающим события 884—998 годов. Рихер интересен и тем, что стоял у истоков национальной французской историографии (его называли «первым французским националистом»), хотя в те времена принадлежность к французскому или немецкому политическому лагерю определялась не национальностью, а отношением к Каролингам и Оттонам. Семья Рихера принадлежала к роду прямых вассалов Каролингов, что определяло его пристрастия и позицию наблюдателя. Рихер являлся знатоком классической латыни и подражал Саллюстию, был отлично образован, использовал приёмы риторики и вкладывал в уста своим персонажам длинные вымышленные речи; любя медицину, он чрезвычайно натуралистично описывал болезни и кончину политических противников и грешников.
Лиутпранд Кремонский получил образование в Павии и владел, помимо латыни, ещё и греческим языком, что было в Средние века величайшей редкостью. Ему покровительствовали короли Гуго Прованский и Беренгар II, последний в 949—950 годах направил Лиутпранда в посольство в Константинополь. После провала миссии в Византии, он бежал ко двору Оттона I, где служил дипломатом и написал несколько исторических трудов, в том числе «Историю Оттона». Исторические труды Лиутпранда носят ярко выраженный личностный, субъективный характер, подчас являясь подлинными мемуарами. Он был одним из немногих средневековых писателей, которые на практике реализовали заветы античных историков — быть очевидцами описанных событий. Лиутпранд был ярко выраженным лангобардским и шире — германским патриотом, ставя готов, вандалов, франков и лангобардов превыше римлян и греков, и не скрывал презрения к болгарам, мадьярам и славянам. Император сделал его епископом Кремонским; как церковный историк, он оправдывал вмешательство императоров в дела Римской церкви, но порицал византийцев за то, что они отвергали авторитет Папы. Впрочем, это не мешало ему во всех подробностях писать о порнократии и деяниях Иоанна XII.
Видукинд Корвейский по жизненным обстоятельствах был полной противоположностью Лиутпранда, поскольку всю жизнь провёл в родной обители. Однако интересы его сугубо светские, он живо интересовался войнами с лютичами, хотя при этом, по-видимому, не испытывал к славянам неприязни. Описывая деяния королей Саксонской династии, он писал, что Бог попустил им поставить и решить три задачи: прославить свой народ, расширить государство и установить мир. Под последним он подразумевал подчинение соседних народов. Биографии Генриха I и Оттона Великого Видукинд излагал по образцу Эйнхарда, а мятежи против Оттона — по лекалам «Заговора Катилины» Саллюстия; речь Оттона перед Лехфельдской битвой 955 года копировала речь Катилины. Из современных и последующих историков обыкновенно выделяют стихотворное жизнеописание Оттона монахини Гросвиты, которая заявила, что «описание войн предоставляет мужчинам». Епископ Титмар Мерзебургский немного позже собрал громадную массу разнороднейших исторических известий, главным образом о правлении Генриха II; в этом своде ещё ощущается некоторое каролингское влияние, но ориентиры и образцы высокого стиля уже утрачены. К концу X века каролингский культурный подъём оказался окончательно преодолён.

## Высокое Средневековье (1000—1300)
По мнению О. Вайнштейна, примерно до 1075 года историография во всех европейских странах переживала упадок. Написание хроник продолжалось, однако они отличаются путаностью содержания, а латинский язык их тёмен и иногда значение некоторых фраз трудно понять. Такова хроника Радульфа Глабера. «Аквитанская хроника» Адемара на две трети состояла из текста «Хроники франкских королей» и «Лоршских анналов»; оригинальная часть носила узкопровинциальный характер, хотя и содержала немало уникальных сведений. Сочинение Дудона не было основано на письменных источниках, а его наполовину стихотворный, наполовину прозаический латинский текст мало понятен из-за безграмотности. Ещё сильнее упадок ощущался в Германии и даже в Италии. Памятником варварской латыни являются «Кведлинбургские анналы», доведённые до 1025 года. Итальянская Хроника Бенедикта из монастыря святого Андрея была написана на таком плохом латинском языке, что её издатель Л. Балдески назвал анналы «чудовищем». От английской традиции сохранилась Англосаксонская хроника — старейший сохранившийся текст на живом европейском языке того времени.

### «Возрождение XII века» и универсальная история
Примерно с середины XI века в развитии Европы начался новый этап, который характеризуется как «феодальная революция», приведшая к экономическому и культурному подъёму XII века. Эти процессы были ускорены крестовыми походами, которые прервали культурную изоляцию латинского Запада и привели его в тесное соприкосновение с греко-византийским и арабо-мусульманским культурными мирами. Оживился интерес к Платону и Аристотелю, как в арабских переводах, так и в греческом оригинале, что стало одним из стимулов рождающейся схоластической философии, основателями которой были Росцелин, Петр Абеляр, Гильом Коншский, Гильберт Порретанский. Параллельно возродился интерес к латинской классической литературе, важными центрами изучения которой стали соборные школы Шартра и Орлеана. Ханс Либеншютц, впрочем, отмечал, что античное наследие в эту эпоху рассматривалось «сокровищница идей и форм, из которой можно брать подходящие для современной мысли и деятельности отдельные элементы», но Античность как таковая никого не интересовала. В Болонье расцвело изучение и преподавание римского права, на базе юридической школы был основан первый университет; именно в Италии появились первые светские школы. В конце XII века появились университеты за Альпами — сначала в Париже, затем в Оксфорде и Кембридже. Античная историография привлекала внимание современников в меньшей степени, чем в эпоху Каролингов, однако вновь появились ссылки на Саллюстия и Светония, а также Тита Ливия, Цезаря, и даже Тацита (большинство его рукописей как раз относились к XI—XII векам). Количественный рост литературы, в том числе исторической, легко оценить по «Патрологии» аббата Миня: из 217 томов, охватывающих творения латинских канонических писателей II—XII столетий, на X век приходится 8 томов, на XI — 12, и на XII — 40, то есть больше, чем на какой-либо другой период вообще. Исторических трудов было опубликовано в XII веке в пять раз больше, чем в XI-м. Подавляющее большинство этих трудов составляли разнообразные хроники, как местные и частные, так и универсальные, событийный ряд в которых отсчитывался от сотворения мира. Особенностью универсальных хроник было датирование событий по смене германских императоров или папских понтификатов, но со временем появляются ещё и географические и биографические разделы. Универсальная хроника, помимо начала, предполагала эсхатологическое завершение, что иногда подводило некоторых авторов к обобщениям в области философии истории.

#### Оттон Фрейзингский иTranslatio imperii
Одним из известнейших хронистов XII века являлся Оттон Фрейзингский, главный труд которого «О двух государствах» явно демонстрировал возврат к историософии Августина, противопоставление Градов земного и небесного. В письме императору Фридриху Барбароссе автор именовал свой труд «Книгой о переменчивости судеб». Он разделил свою хронику на восемь книг, семь из которых описывают бедствия, которыми подвергалось человечество от Адама и которым будет подвергаться вплоть до конца света. Восьмая книга — эсхатологическая, описывающая нашествие Антихриста и конец мира, а также вечное блаженство праведников, противопоставляемое земной юдоли. Епископ Оттон был значительно хуже образован, чем Августин, и в известном смысле упростил его доктрину. Его хроника ставила моральную цель — научить паству презирать мирские радости и соблазны. Противопоставление Градов приняло конкретную форму противостояния Апостольского престола и Священной Римской империи, причём Град Божий описан как церковь — то есть вся совокупность верующих, принявших крещение и другие таинства. Духовенство он резко противопоставлял светскому государству.
Оттон Фрейзингский не видел существенной разницы между Римской и Священной Римской империями, ведя изложение их истории непрерывно, и рассматривая вторжения варваров и основание ими королевств примерно в том же ряду, что и мятежи наместников. Осознавая факт разрыва имперской преемственности между 476 и 800 годами, Оттон выдвинул теорию переноса — «трансляции» Империи (Translatio imperii). Она проиллюстрирована в седьмой книге, где приведён единый список римских правителей и — параллельно — римских пап. Римская история начинается с царей-богов — Януса, Сатурна, далее идут цари — до Тарквиния Гордого. Новый ряд начинается с Августа, после Феодосия произошёл перенос Империи на Восток, однако с Пипина Короткого произошёл второй перенос — с Востока к франкам. Оттон осознавал, что империя осталась Римской только по имени «вследствие древнего значения города». После распада империи Карла Великого, она была восстановлена в восточной части Франкского государства, где жители говорят на тевтонском языке. Однако, будучи клириком, Оттон признавал, что империя олицетворяет только светскую власть за пределами Рима. В Вечном Городе светская власть вследствие Константинова дара принадлежит Папе; собственно, первая «трансляция» произошла во время основания Нового Рима — Константинополя. Ключевым моментом истории для Оттона было возведение на престол Пипина Короткого папой Стефаном, поскольку он обосновывал право Апостольского престола возводить и низлагать королей. Соответственно, он много внимания уделял хождению в Каноссу. Оттон полагал, что Римская империя идёт к концу, как и мир в целом. Конец земного мира и последнего из царств совпадает, поскольку подлунное пространство пребывает в возрасте старости. За ним настанет Царство Божье на земле.

#### Хилиазм Иоахима Флорского
Иоахим Флорский не являлся историком, и своё учение изложил в богословских сочинениях, особенно «Согласовании Ветхого и Нового заветов» и «Комментария к Откровению Иоанна Богослова», «Десятиструнной Псалтири», и других. Учение Иоахима позднее легло в основу деятельности секты апостольских братьев — Сегарелли и Дольчина, а впоследствии оказало и некоторое воздействие на вождей Реформации.
Учение Иоахима было теологией истории: исторический процесс устроен Богом так, чтобы через его изучение можно было постичь Троичность. Хотя Отец, Сын и Дух Святой суть единый Бог, действия по отношению к творению характерны для каждого из Лиц. Поэтому история делится на 3 эпохи (status). Процесс мировой истории Иоахим Флорский понимал как поступательное движение к духовному совершенству, происходящее под водительством трех Лиц Пресвятой Троицы поочередно. Кто-то из последователей Иоахима составил схему его учения из «Книги фигур»: три больших круга обозначают три Лица Троицы. Пересечение указывает как на единство сущности, так и на взаимосвязь мировых эпох: вторая зарождается внутри первой, а третья — внутри первой и второй. Зелёный цвет символизирует надежду, добродетель эпохи Отца; синий — веру, свойственную эпохе Сына; красный — любовь, характеризующую эпоху Святого Духа. Граница между Ветхим и Новым Заветами проходит по середине круга Сына, который присутствует в обоих Заветах как ожидаемый Мессия и явившийся. Иоахим представил расчёты для завершения эпохи Сына и начала эпохи Святого Духа. От Адама до Авраама, от Авраама до Озии и от Озии до Христа насчитывается равное число поколений — по 21, то есть всего 63 поколения. Это означает, что новая эпоха настанет в 1260 году, что некоторыми еретиками воспринималось как конец церкви вообще. Сам Иоахим считал, что живёт в эпоху шестой печати Апокалипсиса, а явление Антихриста произойдёт после 1200 года. Иоахим считал, что всего было и будет 7 царей-антихристов, каждый из которых более жесток, чем предыдущие. В их числе покойные — Ирод, Нерон, Магомет и ныне живущий Саладин.

### Становление национальных историографий
По мнению Норберта Керскена, со второй половины XII века начинается формирование национальных историографий, которые в своих характерных чертах просуществовали почти до начала XVI столетия. Данный процесс распадается на четыре периода: вторая половина XII века, XIII век (примерно 1200—1275 годы), XIV век и вторая половина XV века. Процесс формирования национальных историографий шёл параллельно в нескольких европейских регионах, которые, во-первых, имели связанное с античностью прошлое, во-вторых, располагали исторической традицией, сформированной в эпоху Великого переселения народов, особенно во Франции, Англии и Испании. Существенную роль играли завоевания: крестовые походы для французской традиции, норманнское вторжение в Англию — для британской, и Реконкиста для Испании. В первую очередь новые тенденции были заметны во Франции (Энгельс называл её «средоточием феодализма в средние века»). Важнейшими интеллектуальными центрами Франции являлись монастыри Флёри и Сен-Дени. Монах Гугон из Флёри между 1118 и 1135 годами написал Historia modernorum — историю Западно-Франкского государства до 1102 года. В Сен-Дени был создан свод Gesta gentis Francorum, ставший основой для «Великих французских хроник». Автором его стал аббат Сугерий, который и считается основателем национальной французской историографии, а также биографом короля Людовика VI, возродившим античный биографический жанр. Значительную часть хроникальной продукции во Франции того времени занимали всемирные хроники; самая знаменитая из них — «Хронография» Сигеберта из Жамблу. Труд этот сознательно создавался как продолжение хроники Иеронима, и потому начинался 381 годом. По образцу другого труда Иеронима «О знаменитых мужах», Сигеберт составил сочинение Liber de scriptoribus ecclesiasticis («Книга о церковных писаниях»), последняя, 174-я глава которой содержит перечень его собственных произведений. Влияние Сигеберта было столь велико, что авторы 25 последующих хроник характеризовали свои сочинения как «расширение» или продолжение «Хронографии». Однако было много самостоятельных хроник, из которых самой популярной стали «Сумма всей истории» и «Картина мира» Гонория Августодунского. Весьма своеобразными были сочинения Ордерика Виталия, сына француза и англичанки, выросшего в Нормандии. В своей «Церковной истории», созданной по образу Беды, он поставил задачу «исследовать новые события в христианском мире». Третья книга целиком посвящена норманнам, с которыми Ордерик, по-видимому, идентифицировал себя, и считал народом, которому принадлежит руководящая роль в Европе. Это не мешало ему высказываться о Вильгельме Завоевателе и его сыне в крайне резких выражениях. Немало он писал о Первом крестовом походе, причём отлично понимал, что походы на Восток — средство решения экономических и демографических проблем современной ему Нормандии.
Параллельный процесс разворачивался в Англии, но он имел существенные отличия. Монах Иоанн Вустерский положил в основу своего труда универсальную хронику Мариана Скотта из Майнца, которую слил с Англосаксонской хроникой, начинавшейся с 450 года, и довёл свой труд до 1140 года. Иными словами, здесь продолжалась традиция Беды, встраивание английской национальной истории в историю вселенской церкви; Н. Керскен считал, что это было специфическое англосаксонское восприятие истории вообще. Новая тенденция в историографии проявилась в аббатстве Малмсбери, где библиотекарь обители Уильям составил всеобъемлющий свод Gesta Regum Anglorum и систематическое изложение истории английской церкви Gesta Pontificum Anglorum, причём в конце жизни ещё дописал продолжение своей светской истории. Уильям работал по прямому заказу англо-нормандского королевского дома, в первую очередь Генриха I и Роберта Глостера. В силу этого, Уильям явился одним из немногих средневековых историографов, непосредственно приближённых к власти. Также он был первым английским историком после Беды, который осмысливал структурирование исторического процесса и вышел за пределы хроникального жанра, описав сменявших друг друга владык римлян, англосаксов, викингов и норманнов. Между 1130—1154 годами по благословению епископа Линкольнского Александра писал свою историю архидиакон Генрих Хантингдонский. Принципиально иной подход виден уже из названия: Historia Anglorum, поскольку для Уильяма Британия как географическое пространство не имела существенного значения. Для Генриха постоянная внешняя угроза и сменявшие друг друга народы — есть язвы, наказание Господне, что доказывает и постоянное участие Бога в судьбе Его творений. Генрих попытался также отыскать троянские корни британского народа, и реанимировал легенду о Бруте, известную ещё Неннию в IX веке. Именно этот сюжет обеспечил дальнейшее развитие британской историографии и был кодифицирован Гальфридом Монмутским в «Истории королей Британских».
Точкой отсчёта для испанской историографии стала компиляция епископа Овьедо Пелайо (занимал кафедру между 1098/1101 и 1130 и в 1142—1143 годах) Corpus Pelagianum, формально являвшаяся продолжение истории готов Исидора Севильского. Он попытался проследить преемственность Вестготского и Леоно-Кастильского королевств, создав общеиспанский исторический контекст. В Риохе в середине XII века была составлена Crónica Nájerense, которая продолжала предыдущую.
В германских землях стимулом для историографической работы были два несхожих процесса: во-первых, конфликт между имперскими властями и Папой, и, во-вторых, экспансия восточно-германских феодалов на славянских землях и в Прибалтике. Хронисты разных частей Германии специализировались на этих двух основных направлениях. Западногерманские клирики: Ламперт Герсфельдский, Фрутольф Михельсбергский, Эккехард из Аура, Оттон Фрейзингенский — на первом сюжете; восточногермание — Адам Бременский, Гельмонд, Арнольд Любекский — на втором. На полюсах этих процессов, по оценке Р. Шпранделя, располагались папские и имперские хроники, которые претендовали на упорядочение огромного хронологического и территориального пространства. По-прежнему, писание хроник рассматривалось как непрерывный процесс дополнения и продолжения предшественников, и всякая заметная традиция порождала серию продолжений. Традиция просуществовала до книгопечатания, породив «Саксонскую хронику», тогда как страсбургская хроника Фриче Клозенера оставалась неопубликованной до XIX века. Клозенер при этом демонстрирует возросшее мастерство хрониста умело объединять несколько источников, при этом свою работу он рассматривал как продолжения Саксонской хроники, но писал он её по-немецки, тогда как для латинской Саксонской хроники был создан верхненемецкий перевод. По Р. Шпранделю, в эпоху Высокого и Позднего Средневековья разворачивались противоположные тенденции в историописании: встраивание всемирной хроники в местную (Андреас Регенсбургский, который связал Flores Temporum с баварским материалом) или, напротив, расширение местной хроники до масштабов универсальной, как у Йоганнеса Роте и Конрада Штоля.
К указанному периоду относится возникновение историографии у славянских народов: «Чешская хроника» Козьмы Пражского, «Повесть временных лет» Нестора и «Хроника и деяния князей или правителей польских» Галла Анонима, имеют фундаментальное значение для славянской культуры и входят в число важнейших источников по истории Чехии, Древней Руси и Польши, и соседних с ними государств.

### Историография XIII века

#### Развитие национальных традиций
По Р. Шпрангелю, на протяжении XIII века наблюдалось два всплеска в развитии национального историописания: десятилетие около 1200 года и после 1275 года. Самым знаменитым историческим трудом из созданных во Франции сделалось «Историческое зерцало» Винсента из Бове. Это была только часть обширной энциклопедии, так называемого «Тройного зерцала», посвящённого естествознанию и богословию. О. Вайнштейн характеризовал её как «…компиляцию чрезвычайно начитанного и трудолюбивого монаха, поражающую своими огромными размерами». По подсчёту Ульмана, «Историческое зерцало» включало 1 230 000 слов, и примерно такие же размеры имела каждая из остальных частей энциклопедии Винсента. Он служил придворным чтецом короля Людовика Святого и имел полный доступ к королевской библиотеке. Метод его был следующим: из десятков и сотен рукописей Винсент с помощью коллектива монахов-редакторов делал выписки, которые располагал в хронологическом порядке, впрочем, иногда относительном. Следуя примеру Гелинанда, бывшего трувера, ставшего монахом-цистерцианцем (скончался в 1227 году), Винсент добросовестно указывал авторов использованных сведений, и это — первый пример систематического отделения цитат от авторского текста, из которого гуманисты XV—XVI веков создали научный аппарат сносок и примечаний, без которых немыслим любой учёный труд. В следующем столетии «Зерцало» перевели на французский язык, а затем и на каталанский и фламандский, неоднократно переписывали и снабжали иллюстрациями. Во Франции «лабораторией национальной историографии» (термин О. Молинье) стало аббатство Сен-Дени. В 1274 году монах этой обители Прима представил королю Филиппу III перевод на французский язык компиляции латинских хроник, ставший основой «Больших французских хроник». В дальнейшем её непрерывно дополняли до конца XV века; самым известным из авторов дополнений был Гийом де Нанжи, который использовал «Историческое зерцало». Большой летописный свод, написанный на народном языке, был доступен довольно широкому кругу образованных читателей и пользовался большим влиянием.
Аналогичную роль в Англии играло аббатство Сент-Албанс; английская историографическая традиция сохранила прежние тенденции универсализма, в отличие от французской, которая становилась национальной в подлинном смысле. До 1210 года доведена хроника монаха Гервасия Кентерберийского Gesta Regum Britanniae — история королей Англии начиная от легендарного Брута. Создаваемая параллельно Ymagines historiarum Ральфа де Дисето не содержала сведений об англосаксонском прошлом Британии, зато подробно описывала прошлое Анжу и Нормандии. В Сент-Албанском аббатстве новая традиция была заложена Роджером Вендоуэром, составившим «Цветы истории» (Flores Historiarum), которые его ученик Матфей Пэрис, скончавшийся в 1259 году, переработал в Chronica Majora — объёмное описание истории Англии, вписанное в универсальный контекст. Матфей также составил сборники выдержек из большого свода — Historia Anglorum и Abbreviato chronicorum Angliae, которые содержат исключительно сведения о норманнском периоде от 1067 по 1255 годы. «Цветы истории» начинаются от сотворения мира.
Политическое возвышение Кастильского королевства при Фердинанде III сказалось на развитии национальной историографии. Ярким её памятником стал Chronicon mundi, составленный между 1236—1239 годами галисийским епископом Лукасом Туйским по заказу Беренгелы — матери короля Фердинанда. По форме это вновь была универсальная хроника — продолжение Исидора Севильского, доведённая до отвоевания Кордовы у мавров в 1236 году. Развитие кастильской историографии связано с именем архиепископа Толедского Родриго Хименеса де Рада, который стремился создать единый испанский исторический свод, выражением чего стала его «Римская история» (от Юлия Цезаря), «История гуннов, вандалов и свевов, аланов и силингов», «История остготов» и даже «История арабов». Сам Хименес де Рада считал важнейшим своим трудом Historia de rebus Hispanie (именуемым также Historia Gothica), с посвящением королю Фердинанду. Концептуальной инновацией кастильской традиции стало осознание, что римское, готское и арабское прошлое являются составной частью национальной испанской истории и вписаны в универсальный контекст. Эта тенденция укрепилась после 1270-х годов в правление Альфонса X Мудрого, когда была составлена Primera Crónica General de España. Составленная на кастильском языке, она знаменовала отказ от латинского языка, и это положение сохранялось вплоть до появления испанского гуманизма в XV веке. Хроника была выстроена по господству народов, составлявших испанское прошлое: греков, «альмувиков» (кельтиберов или карфагенян), римлян, вандалов, силингов, аланов и свевов, и, наконец, вестготов. Во второй книге повествование начиналось от Пелайо Астурийского и начала Реконкисты. Эта хроника неоднократно дополнялась вплоть до конца XV столетия.
Одинаковы были тенденции развития историографии в Германии и Италии. В Германии после падения дома Гогенштауфенов распадается и единая традиция историописания. Латинские хроники представляли собой строго локальные монастырские анналы, сочинения, составляемые на живых немецких диалектах, фактически, предвосхищали новый жанр — бюргерскую городскую историографию, но не имели универсального значения. В Италии после длительного упадка хроникального жанра вообще, главным историческим жанром с XIII века являлись городские хроники. На века определяющей темой историков стала борьба гвельфов и гибеллинов. Ярким примером является Liber Chronicorum — сочинение Роландина из Падуи, доктора Болонского университета, скончавшегося в 1276 году. Главным предметом его интереса была Тревизская марка с центром в родном городе. Больше всего места посвящено описанию тирании Эццелино III да Романо. Для Роландина Падуя — второй Рим, и как таковая, она процветала свободой и доблестью своих граждан, пока не подпала под иго тирании. В 1262 году готовый труд был прочитан профессором в Падуанском университете и удостоился единодушного одобрения и награды. Большинство городских хроник включали материал от основания соответствующего города, то есть включали откровенно мифологические сведения. Согласно первой венецианской хронике Мартино да Канале, город был основан беженцами из Трои. Хроника, доведённая до 1275 года, была написана на французском языке, и, скорее всего, предназначалась для популяризации Венеции в чужих странах. Первую хронику Флоренции, доведённую до 1231 году составил судья, который именовал себя «Безымянным». Ученик Фомы Аквинского Толомео из Лукки попытался составить новую — общетосканскую — хронику за 1080—1278 годы, собрал большой материал, но не успел его обработать. Исключением из местной по преимуществу традиции является хроника странствующего монаха Салимбене из Пармы, который был первым выразителем общеитальянского патриотизма, противопоставленному власти германских императоров.

#### Орденская историография
В XIII веке начинается развитие историографии Францисканского и Доминиканского орденов. От самого основания братства св. Франциска, оно обладало обширной литературой, прежде всего — житийной, связанной с биографиями основателя ордена и его ближайших соратников и миссионеров. Францисканцы создали и несколько общих исторических трудов, среди которых самым известным является Flores Temporum («Цветы времён»), составление которого приписывается Мартину Минориту или Герману Генуэзскому. Главной целью этого труда, которая была прямо заявлена — снабжение орденских проповедников материалами для поучений. Хроника основана на последовательности и пап Римских, и германских императоров, к которой привязана деятельность тех или иных святых. Сочинение имело сравнительно небольшое распространение, хотя и было известно в Германии, и было довольно быстро заменено в церковном обращении доминиканской Chronicon pontificum et imperatorum («Хроника пап и императоров») Мартина Опавского. Эта хроника стала на века авторитетным историческим компендиумом для нужд юристов и богословов (в том числе инквизиторов) и заложила основу особого поджанра, получившего название по имени автора, — chronice martiniane. До появления книгопечатания её неоднократно переписывали, дополняли и переводили на чешский, немецкий, французский и итальянский языки. Хроника построена как список всех пап и германских императоров, причём каждый раздел сопровождается большим числом сведений, извлечённых из трудов предшественников. Хроника активно переиздавалась до XVII века. В следующем столетии выдающимся представителем доминиканской историографии стал инквизитор Бернард Ги, главным сочинением которого является «Цветы хроник» (Flores chronicorum), доведённое до 1331 года. Французский инквизитор построил хронику аналогично Мартину Опавскому, но имел доступ к многочисленным документам, а его следственный опыт выработал в нём огромный опыт работы с источниками и критическое мышление. Бернард Ги также составил на французском языке несколько историй доминиканских аббатств. Б. Ульман считал его метод и его самого одним из предшественников итальянских гуманистов XIV столетия, а Молинье называл «первоклассным историком» по осведомлённости и точности приводимых сведений.

#### Исторические сочинения на новых европейских языках
Принципиально важным отличием, характеризующим историографию XIII века, становится появление исторических сочинений на народных языках, в результате исторические тексты стали достоянием низших сословий, а не только духовенства и дворянства с классическим образованием. Это повлияло на отбор материала, форму и содержание исторических работ. Историки теперь должны были заботиться о занимательности своих трудов, в результате резко возрос удельный вес легенд, басен, анекдотических сюжетов и проч. Возникает смежный жанр этно-географических описаний далёких стран; такие сюжеты охотнее включались в исторические хроники, но материалы из них чаще заимствовались не только из античной литературы, как в предшествующий период, но и из сочинений богомольцев и паломников, а также отчётов о путешествиях — таковы книги-отчёты Плано Карпини, Рубрука, Асцелина, Симона Сен-Кантенского, Марко Поло, Гийома Триполитанского, и других. По мнению И. В. Дубровского, в этот период историография становится «сферой социального и культурного примирения и национальной интеграции». Одновременно в среде эрудитов постепенно возникает новое отношение к истории, когда прошлое становится интересным само по себе, а картина истории дифференцируется и индивидуализируется.
Распространяется отдельный жанр стихотворной хроники, в отличие от предшествующих веков, составленной на народном языке. Авторами таких хроник могли быть труверы дворянского происхождения, но и выходцы из третьего сословия — жонглёры, менестрели, шпильманы. Отношение к этому сообществу резко меняется: если Оттон Фрейзингенский столетием ранее именовал жонглёров «слугами сатаны», а учёные богословы приравнивали их к проституткам, то уже Фома Аквинский авторитетно объявил, что жонглёры, «которые воспевают деяния государей и жития святых, давая людям утешение в их горестях» не заслуживают презрения, а, напротив, должны пользоваться покровительством церкви. Шире всего этот жанр распространился во Франции. Большой известностью пользовалась «Рифмованная хроника» Филиппа Муска, буржуа из Турне. Объём её достигал 31 000 стихов, в которых излагалась вся история Франции до 1241 года. В XIV веке историческую поэму почти такого же объёма опубликовал странствующий менестрель Гильом Гиард; в ней воспевались короли от Филиппа-Августа до Филиппа Красивого, а наиболее подробно описывалась война Филиппа IV во Фландрии, очевидцем и участником которой был автор. Особо выделяется «Песнь о крестовом походе против альбигойцев» на провансальском языке. На немецком языке были созданы две известные рифмованные хроники: Кёльнская и Австрийская. Кёльнскую рифмованную хронику создал по заказу Малого совета Годефрит Хагене, занимавший в 1250—1295 годы должность главного городского писца. Хроника имела политический подтекст, служа апологии городского патрициата против архиепископа и цеховых старшин. Австрийскую хронику создал Оттокар из Штирии, вассал баронов Лихтенштейнов. Объём её огромен — 650 глав, 83 000 стихов, созданных между 1280—1295 годами. Хроника воспроизводила историю всей Европы второй половины века на основе устных рассказов разных лиц и собственных впечатлений автора. В Англии и Италии певцы, не пользовавшиеся латынью, предпочитали рифмовать по-французски. Такова «Книга сокровища» учителя Данте Брунетто Латини, который заявил, что французский язык «более приятен и понятен». Примерно так же характеризовал французский язык сам Данте Алигьери и венецианский хронист Мартино де Канале. На французском языке была написана «Лондонская хроника», охватывавшая 1259—1343 годы.
Отдельным жанром исторических сочинений на новых европейских языках были мемуары. Во Франции они появились в результате четвёртого крестового похода. Самым ранним стал труд маршала Шампани Жоффруа де Виллардуэна, одного из главных организаторов и командующих похода, драматически живо повествовавшего о взятии Константинополя. Несколько позже появились «Заморские истории» некоего Эрнуля, и «История завоевания Константинополя» пикардийского рыцаря Робера де Клари. К тому же жанру принадлежат мемуары Жана де Жуанвиля, сенешаля графства Шампанского, участника крестового похода Людовика IX 1248—1254 годов. Впоследствии его труд разросся: Жуанвиль включил в него отрывки Больших французских хроник и переработал в «Книгу святых слов и добрых деяний Людовика Святого».

## Позднее Средневековье (1300—1500)

### Национальные историографии XIV века
Большая часть XIV века прошла для всех европейских стран под знаком затяжного кризиса, для Франции, Англии и Фландрии усугублённым Столетней войной. В 1348—1350 годах весь континент был опустошён величайшей эпидемией чумы — «Чёрной смертью», рецидивы которой происходили в 1362 и последующие годы. Для авторитета католической церкви крайне негативную роль сыграло Авиньонское пленение, что дало дорогу многочисленным ересям. С точки зрения историописания, по мнению Норберта Керскена, инноваций было мало, в основном происходила стабилизация созданных в XIII веке традиций и тиражирование тех или иных сочинений. Самостоятельная историческая традиция возникла в Шотландии.
В центре французского историописания оставалась школа Сен-Дени и составляемые ею Большие французские хроники. Последняя их часть была закончена уже в XV веке при Карле VII. О значимости этого проекта для французского государства свидетельствует то, что даже в самый критический для Франции момент Столетней войны при Иоанне II Ришар Леско продолжал работу, доведя её до кончины Филиппа VI. В царствование Карла V главным автором стал канцлер Пьер д’Ожермон, что окончательно превратило хронику в официальный документ. Отныне она составлялась на французском языке и лишь затем переводилась на церковную латынь.
В Германии историографический жанр окончательно превратился в узко локальное явление. Наиболее значительными памятниками немецкой анналистики являются хроника Тевтонского ордена Петра Дусбурга, охватывающая 1190—1326 годы, а также «Каринтийская хроника» аббата Иоганна Виктринга и «Швабская хроника» Иоганна из Винтертура, оба пали жертвой «Чёрной смерти». Все перечисленные хроники были скомпилированы Ульрихом Онзорге в единую «Баварскую хронику», которая дополнялась вплоть до 1422 года. Редким образцом универсальной монастырской хроники является хроника Вернера Ролевинка из Кёльна, которая пользовалась исключительной популярностью и переводилась на иностранные языки, с 1474 года неоднократно переиздавалась.
В Испании в 1344 и 1390 годах были созданы две «Всеобщие хроники» (Crónica General), которые рассматривались как продолжение первой, созданной при Альфонсо X. Однако существовала параллельная традиция анонимных хроник, самой известной из которых являлась так называемая хроника из Сан-Хуан-де-ла-Пенья, которая восходила к арагонской традиции двора Педро IV. Исходный латинский текст, завершённый между 1369—1372 годами, не сохранился, существуют краткая и пространная версии на каталанском языке и обратный перевод на латынь. Эта хроника включала 39 глав, причём четыре из них были посвящены легендарной древней истории и вестготам. Арагонская история выводится через наваррскую, от которой отпочковалось Арагонское графство. Была и наваррская хроника Chronica de los fechos subcedidos en Espana desde su primeros señores hasta el rey Alfonso XI, составленная епископом Байонны и королевским исповедником Гарсией Эгуем. Она начиналась как монастырская универсальная хроника (автор был монахом-августинцем), далее пересказывала события кастильской хроники, а современные события излагала как краткий перечень.
После смерти Матфея Пэриса в Англии начался упадок Сент-Албанской школы, в 1422 году летописание здесь прекратилось. Общие тенденции английской историографии не изменились: начало истории отсчитывалось от Брута-троянца, островная история по-прежнему вписывалась в универсальный контекст, а тексты писались на латинском языке и, реже, на французском. Наиболее характерными считаются три связанные друг с другом французских (англо-норманнских) текста: Brutus, Li Rei de Engleterre, и Le Livere de Reis de Engleterre, которые существуют в четырёх рукописных версиях и охватывают события 1270/1272 — 1306 годов с продолжением до 1326 года. Анонимная стихотворная хроника охватывала события от бегства Брута до кончины Эдуарда I, это был второй текст на среднеанглийском языке после хроники Роберта Глостерского. Для XIV века — особенно после начала Столетней войны, для Англии характерен большой патриотический подъём и интерес к национальной истории вне круга образованных клириков и придворных; здесь требовались тексты на национальном языке. Эта история понималась как история всего, что существует на Британских островах, включая Уэльс и Шотландию, которые ещё не входили в состав Английского королевства. Текст «Брута» был довольно рано переведён на среднеанглийский, и сохранился не менее чем в 230 рукописях. В 1360-е годы честерский монах Ранульф Хигден составил Polychronicon в семи книгах. Автор структурировал материал по эпохам английской истории, которые выделял три: англосаксонскую, датскую и норманнскую. Первая книга была вводной, вторая описывала священную историю от сотворения мира до строительства Первого храма, третья — от Вавилонского пленения до Иоанна Предтечи, четвёртая — описывала события после Рождества Христова. Пятая книга начинается с вторжения англосаксов и кончается нашествием викингов, шестая книга описывает времена от Альфреда Великого до Вильгельма Завоевателя, а седьмая книга — от 1066 года. Главным новшеством стало то, что Хигден создал именно английскую историю, в которой сравнительно редки ссылки на универсальную историю, и даже для папских понтификатов приводятся английские соответствия. «Полихроника» стала чрезвычайно популярным текстом, он дважды переводился на английский язык и был издан английским первопечатником Какстоном.

### Бургундская школа XIV—XV веков
Под «Бургундской школой» подразумеваются авторы светских рыцарских хроник, происходивших из земель, подвластных Бургундскому герцогству, преимущественно, Фландрии и Артуа. При Бургундском дворе на рубеже XIV—XV веков происходил сознательный процесс возрождения рыцарских ценностей, турниров, поэзии и придворной культуры. Основополагающими для жанра и направления считаются «Правдивые хроники» льежского каноника Жана Лебеля. В своей хронике на французском языке он описал «новые войны и события» во Франции, Англии и Фландрии между 1326—1361 годами, преимущественно, по собственным воспоминаниям и суждениям очевидцев. Сам он утверждал, что жонглёры исказили подлинные события англо-французских войн, и это побудило его взяться за перо. В основном Лебель описывал разнообразные битвы и воинские подвиги, деяния отдельных рыцарей, пиры и турниры. Однако его хроника была вскоре забыта на фоне известного сочинения «Хроника Франции, Англии, Шотландии, Италии и Британии» Жана Фруассара, которое сохранилось, как минимум в 50 рукописях.
Фруассар переписал многие главы Лебеля, но значительно их дополнил и довёл события до 1400 года. Фруассар также был очевидцем множества из описанных им событий, поскольку сознательно «охотился» за новостями и очевидцами. Более 40 лет он провёл при различных королевских и княжеских дворах, где были востребованы его таланты историка и поэта. В зависимости от покровителя, менялись его взгляды и оценка событий. «Хроники» Фруассара существуют в трёх редакциях, причём первая имела явно проанглийскую направленность (48 рукописей), вторая редакция была переделана в более благоприятном для Франции свете (2 рукописи), а после ряда поражений английских войск в Шотландии и Франции, автор ввёл несколько глав, восхваляющих французское рыцарство, — третья редакция, существующая в единственном экземпляре. В описаниях Фруассара симпатии всегда на стороне рыцарства как класса, тогда как к простолюдинам любых национальностей он испытывал презрение: немцев он презирает за «жадность», англичане — «вероломны, опасны, бесчестны», шотландцы — поголовно «мерзавцы и воры», ирландцы — «дикари». Политические симпатии выражаются только к тем или иным рыцарским политическим группировкам. По этой причине достаточно рано возникло представление, что «Хроники» — это лишь первоисточник, гигантский компендиум сырого материала (Монтень). Йохан Хёйзинга определял стиль Фруассара как «журналистский», его ценили современники и потомки, в первую очередь, за лёгкость. В то же время рассуждения Фруассара упрощены, для него существуют лишь три-четыре моральных мотива, но ни он сам, и ни один из его продолжателей были не в состоянии выдержать романтизированную линию в изображении рыцарских доблестей: «история сводится к сухим сообщениям о прекрасных или кажущихся таковыми воинских подвигах и торжественных событиях ггосударственной важности». По Фруассару истинными свидетелями исторических событий являются герольды и герольдмейстеры, именно они имеют право официально судить о них, поскольку — суть эксперты в области славы и чести, а слава и честь — мотивы, фиксируемые историками. Кроме того, статут Ордена Золотого руна требовал фиксации рыцарских подвигов.
Важнейшим продолжателем и подражателем Фруассара выступил Ангерран де Монстреле, который довёл его «Хронику» до 1444 года. Описываемые им военные кампании, турниры, балы и придворные празднества описаны со множеством подробностей и в высшей степени вычурным языком, что в своё время вызвало насмешки Рабле. Монстреле присутствовал при свидании герцога Филиппа Доброго с Жанной д’Арк после пленения её бургундцами, а под 1431 годом приводит текст письма английского короля, в котором она названа колдуньей и еретичкой. Крупнейшим бургундским историком считается Жорж Шателен, который продолжал его хронику, включив её в свою в полном объёме за 1419—1444 годы, но далее совершенно самостоятелен. Хроника Шателена доведена до 1475 года. Шателен играл большую роль в реальной политике и при жизни не решился обнародовать свою хронику, которая дошла до нас с существенными лакунами. Шателен уступал Фруассару как литератор, однако он ставил перед собой задачи именно как историк, а именно, — стремился выяснить рациональные причины тех или иных событий. Хроника Шателена охватывает многие страны Западной Европы и ближе к мемуарам, чем собственно к хронике. Однако он являлся носителем ярко выраженного рыцарского сознания, и так же увлекался описанием турниров, балов и рыцарских подвигов, которые как раз не имели никакого рационального обоснования. Значительно более известным было сочинение Шателена «Зерцало французского рыцарства». Учеником Шателена был Жан Лефевр, сеньор Сен-Реми, кавалер Золотого Руна, являвшийся герольдмейстером этого ордена. Для своей «Хроники» он использовал материалы Монстреле, дополнив их многочисленными дипломатическими документами. Он опубликовал также «Хронику Жана де Лален», прославляющую идеалы странствующего рыцарства; поскольку главный герой погиб от пушечного ядра при осаде города, автор осуждает огнестрельное оружие, несущее гибель всем рыцарским идеалам. Соперником Шателена был придворный историк бургундских герцогов Оливье де ла Марш, автор мемуаров, доведённых до 1488 года. Он большее внимание уделял деталям придворных празднеств, нежели дипломатической деятельности, он также был прославлен как автор рыцарской поэзии в вычурном стиле XV века. Она также оставил ряд антифранцузских политических памфлетов и трактат об управлении во владениях Карла Смелого. Последним представителем бургундской школы был Жан Молине, служивший придворным историографом Карла Смелого и Филиппа Габсбурга. Молине довёл хронику Шателена до 1506 года, то есть до иной исторической эпохи. О. Вайнштейн утверждал, что «он вобрал в себя все недостатки бургундской школы, в особенности злоупотребление риторическими приёмами».

### Зарождение гуманистической историографии

#### Тосканская политико-риторическая традиция
Е. А. Косминский относил начало гуманистической историографии в Тоскане к XIV веку, называя в числе её провозвестников Петрарку и Боккаччо. Их непосредственным предшественниками были пополанские хронисты Альбертино Муссато, Дино Компаньи и Данте, который в своём трактате «Монархия» всю вторую книгу посвятил схоластическому рассуждению, основанному исключительно на древнеримском материале. Античная Римская, а не средневековая Священная Римская империя служила отправной точкой для формирования идеала. Вместе с тем, вполне в средневековом духе, Данте объявлял, что империя — это чудо Божье, и потому императора может поставить над людьми только Бог. Политические идеи Данте были полностью усвоены и развиты — в разных аспектах — Марсилием Падуанским, Петраркой и Кола ди Риенцо. Ни Данте, ни Петрарка, ни Боккаччо не считали себя историками, хотя многое сделали для развития новой историографии. Петрарка создал на латыни жизнеописание 21 античного деятеля — «О знаменитых мужах», основанное, преимущественно, на трудах Ливия, но очищенные от любых критических элементов: писатель стремился противопоставить современной ему Италии её античное величие. Бокаччо создал трактат «О славных женщинах» в жанре синтагмы — то есть систематизированной подборки выдержек античных писателей на заданную тему.
Первым историком-гуманистом считается Леонардо Бруни. Будучи секретарём папы Иоанна XXIII, после его низложения на Констанцском соборе Бруни отправился во Флоренцию, где с 1427 года занимал должность канцлера республики. Свою деятельность интеллектуала он начал с перевода на латинский язык биографии Цицерона, написанной Плутархом, и первых двух книг Полибия, а также «Войн с готами» Прокопия Кесарийского, но выдал этот последний труд за собственный. Оригинальными трудами его были «Комментарий о событиях своего времени» и «История Флоренции в XII книгах». Последний труд был программной работой Бруни, который потратил на её написание 28 лет, но скончался, оставив незаконченной. От обычной для того времени эрудитской хроники «Историю Флоренции» отличало то, что Бруни констатировал факт упадка и гибели Римского государства и начала после этого новой эпохи. Бруни занимался и теоретическим осмыслением истории, в предисловии к «Истории Флоренции» он выделил четыре причины для чтения исторических трудов:
1. Для приобретения хорошего стиля;
2. Ввиду воспитательной ценности истории;
3. «Разумному человеку приличествует знать, как возникла его родина, какое прошла развитие и какие судьбы её постигли»;
4. Знание истории даёт величайшее удовольствие[154].

Для многих книг «Истории Флоренции» важнейшим источником была хроника Джованни Виллани, но Бруни отбрасывал как легендарные материалы, особенно связанные с древностью, так и провиденциализм. Бруни, а вслед за ним Гуарино да Верона, чётко противопоставляли историю и анналистику. Знанием о прошлом занимаются хронисты, история — знание о настоящем. Для написания истории Гуарино рекомендовал цицероновский порядок изложения — сначала намерение, затем его осуществление и результаты в заключение. Красота языка, стиля и композиции необходима для того, чтобы у читателя не возникало сомнений в правдивости историка. Последователем Бруни был его земляк Бенедетто Аккольти, который написал историю первого крестового похода, основываясь, преимущественно на хронике Вильгельма Тирского. Хроника Аккольти стала главным источником вдохновения и сюжетных ходов для «Освобождённого Иерусалима» Торквато Тассо. Поджо Браччолини создал свой вариант «Истории Флоренции» в 8 книгах, доведённой до 1455 года, которая считалась образцовой по стилю. Правительство Венеции после этого заказало историю своей республики, которая не должна была уступать по стилю сочинениям Бруни и Браччолини. Заказ был исполнен в 1486 году профессором риторики Марком Антонием Сабеллико, который опубликовал «Историю Венеции от основания города в 33 книгах». На следующий год её напечатали в латинском оригинале, а в 1488 году — в итальянском переводе. Позднее Сабеллико опубликовал «Эннеады» — первую попытку изложения всемирной истории с гуманистических позиций, отказавшись от богословской схемы четырёх монархий.

#### Римская антикварная традиция
Тосканская гуманистическая историография может быть обозначена как политико-риторическая. Во многом её представителям противостояла римская гуманистическая традиция, которая подготовила систематическую критику исторических источников и лежала в основе антикварианизма. Труды Флавио Бьондо не пользовались большой репутацией среди современников, поскольку он не знал греческого языка, а его сочинения не отличались изяществом языка и отделанностью стиля. Антикварные работы Бьондо были посвящены восстановлению античной топографии Рима и итальянских провинций. Его трактат «Торжествующий Рим» (1460) стал первым систематическим описанием государственных и частных, военных, гражданских, религиозных учреждений древних римлян, обычаев, одежды и прочего. По замечанию О. Вайнштейна, для позднейшей историографии этапным стал труд Бьондо «Три декады историй от падения Римской империи» (Historiarum ab inclinatione Romanorum imperii decades), охватывающий события от 412 по 1440 годы. Он, таким образом, первым выделил период истории, близкий по хронологическим границам современному пониманию Средневековья и стал первым европейским медиевистом. Сам термин он ещё не использовал, равным образом, его хронология была популяризирована лишь в XVII веке Христофором Келлером. Разделение истории на древнюю, среднюю и современную сделал Джованни Андреа Бусси в 1469 году в речи, посвящённой недавно почившему Николаю Кузанскому. Впрочем, в объяснении причин падения Римской империи Бьондо оставался человеком своего времени: главной причиной была Божья кара, как из-за гонений язычников на христиан, так и из-за гордыни императоров, перенесших столицу в Константинополь, и удушивших древние свободы и гордость римлян. Бьондо широко пользовался средневековыми компиляциями, особенно Винсента из Бове и Мартина из Троппау. «Декады» стали одной из первых книг, напечатанных после основания типографий в Италии. Дальнейшее развитие эрудитской истории античности и критического метода было представлено в сочинениях ученика Бьондо Помпония Лето.
Лоренцо Валла традиционно считался одним из величайших филологов-классиков, основателем филологической критики, но не историком (он написал единственный специальный труд «История Фердинанда Арагонского», в котором доказал подложность декреталий и «Константинова дара»). Франко Гаэта показал, что с тем же основанием можно считать, что филологические труды Валлы были основаны на историческом методе, тогда как прочие гуманисты выдвигали на первый план поэзию, риторику или философию. По мнению Джулии Смит, заложенный Валлой принцип строгой текстуальной критики не изменялся в медиевистике в течение последующих пятисот лет. В предисловии к «Истории Фердинанда», Валла категорически заявил: «Из истории проистекает… познание природы, и познание человеческого поведения, [словом], наибольшая часть всего содержания науки». Валла был единственным из ранних гуманистов, который стремился поднять научный и социальный статус истории, считая её труднейшей из наук. Более того, в своём главном филологическом сочинении «Красоты латинского языка» (1448) Лоренцо Валла ставил историко-культурную задачу. Римское государство погибло под ударами варваров, но остались его язык и культура, искажённые варварами. Следовательно, восстановление латинского языка в прежней чистоте, означает возрождение Рима, поскольку все достижения его народа содержатся в языке. Ещё одним важным представителем ранней гуманистической историографии был Эней Сильвий Пикколомини. Прожив много лет на службе в Швейцарии и немецких землях, он стал одним из важнейших реформаторов германской историографии, создав описание Базеля, труды по истории Австрии и Богемии. Его труды стали образцами для немецких гуманистов XVI века.

### Национальные историографии в XV веке и гуманизм
XV век характеризуется невиданным ранее интересом к национальной истории и её истокам, а также возрастающим влиянием гуманистической историографии в странах к северу от Альп. Однако это не отменяло сложившейся традиции. Последняя волна составления хроник в Испании, Франции и Англии относилась к 1460—1470-м годам. В частности, в Кастилии была составлена Cuarta Crónica General — четвёртое дополнение к «Готской истории» Хименеса де Рада. Повествование в ней было доведено до 1454 года. Диего де Валера, служивший трём кастильским монархам, включая королеву Изабеллу, составил Corónica abreviada de Espana, которая, с одной стороны, связана с традицией всеобщей хроники, с другой — противостоит ей. С 1482 года хроника Валера неоднократно печаталась и стала стандартной исторической работой для Испании почти на столетие. Гуманистическое влияние иногда давало ретроградную реакцию: епископ Бургоса и председатель испанской делегации на Базельском соборе Альфонсо Гарсия де Картахена в 1456 году опубликовал трактат Anacephaloeosis написанный на латинском языке. Главной целью епископа было обоснование непрерывности готско-испанской истории с целью доказать, что кастильская монархия была древнейшей в Европе. Примерно ту же цель преследовал в своей Compendiosa Historia Hispanica Родриго Санчес де Аревало. По форме это было продолжение четвёртой всеобщей хроники.
«Великие хроники Франции» были доведены в тот же период до 1461 года — то есть восшествия на престол Людовика XI. До того же года в Англии было доведено продолжение «Брута». Если в Кастилии и Франции существовала официальная анналистика, контролируемая двором, то этого не было в Англии, хотя дополнения к «Бруту», по-видимому, готовились в канцелярии Парламента в Лондоне. Традиционные универсалистские хроники в Англии были представлены Abbreuiacion of Cronicles, написанной около 1462 или 1463 года провинциалом августинского ордена Джоном Капгрейвом. Она доведена до 6615 года от сотворения мира, то есть 1417 от Рождества Христова.
Важный шаг к становлению гуманизма во французской историографии сделал Филипп де Коммин, чьи «Мемуары» Сент-Бёв назвал «самым выдающимся во всех отношениях произведением французской литературы XV века». По рождению и воспитанию он принадлежал бургундской традиции, сделал блестящую карьеру, но с 1472 года пребывал при дворе Людовика XI. Коммин выделялся тем, что осуждал войну, считая её ненужной и преступной, и потому считал Людовика правителем нового типа. Тем не менее, Коммин полагал, что сословия должны контролировать монарха и находил механизм такого контроля в соседней Англии, и даже полагал, что население именной этой страны в наименьшей степени притесняется властями. По причине его политических взглядов, Коммина нередко определяли как предтечу Макиавелли, а «Мемуары» — своего рода переходом от средневековой к новой историографии; его труд пользовался популярностью как энциклопедия политической науки, так его рассматривал император Карл V. Сам Коммин не любил теоретизировать, однако можно понять, что его историческая концепция находилась под сильнейшим воздействием Августина, экземпляр «О граде Божием» которого имелся в личной библиотеке мемуариста.
Первая гуманистическая история Франции, написанная на латинском языке Робером Гогеном, — Compendium de origine et gestis Francorum, была опубликована в 1495 году и стала непосредственным продолжением последней из Великих хроник. Однако, подлинным зачинателем гуманистической французской историографии выступил Паоло Эмилио с трактатом De rebus gestis Francorum, libri decem. Переехавший из Вероны гуманист сделался придворным историком при Карле VIII и Людовике XII. Примерно та же тенденция наблюдается и в Англии, где гуманистическая концептуализация национальной истории была представлена Полидором Вергилием, жившим на острове с 1502 года.
Авторами частных хроник в Германии с XIV века были почти исключительно представители патрициата и купечества. Таковы «Книжка о моём роде и моих похождениях» Ульмана Штромера за 1371—1407 годы и аугсбургская хроника Гектора Мюлиха — зятя Якоба Фуггера. Это, собственно, не хроника как таковая, а упорядоченный по хронологии частный архив, содержащий налоговые списки, строительные расчёты, постановления городского совета. Частные патрицианские хроники создавались в Ульме, Регенсбурге, Кёльне, Франкфурте, Майнце и других вольных и имперских городах. Для дальнейшего историописания Священной Римской империи существенную роль сыграло изобретение книгопечатания, которое стимулировало создание единой истории всей немецкой нации. При дворе Максимилиана I огромное внимание привлекло издание «Германии» Тацита в 1470 году, и стимулировало деятельность гуманистов Эльзаса, которые считали несомненной тесную связь германского и римского миров, но не их тождественность. Своеобразное выражение эта тенденция получила в Epitome rerum Germanicarum, начатой Себастьяном Мурхо (скончался в 1495 году), законченная Якобом Вимпфелингом и вышедшая в свет в 1505 году. Н. Керскен характеризовал её как «инспирированную педагогическими и патриотическими интересами». Очень своеобразным памятником историографии является Нюрнбергская хроника Шёделя, который учился в Падуанском университете и имел прямое отношение к итальянскому гуманизму. Однако хронику он построил по средневековым лекалам, расположив материал по смене четырёх царств и шести возрастов, причём нынешний — шестой, закончится пришествием Антихриста. Священной Римской империи и теории «трансляции империи» была посвящена отдельная глава. Хроника была напечатана в 1493 году как роскошное издание с 2000 иллюстраций, что способствовало её известности.

## Изучение средневековой историографии в исторической науке
Специальный интерес к истории Средних веков проявился с самого начала Ренессанса, деятели которого и выделили средневековую эпоху. В первую очередь, речь шла об издании средневековых письменных источников, которые использовались в политических и юридических целях. По мере складывания современной исторической науки оформилась медиевистика как отдельная её отрасль, и к началу XIX века она была представлена во всех национальных историографиях, имея в каждой европейской стране свою специфику. На развитие медиевистики существенное влияние оказала методология истории, созданная Леопольдом фон Ранке. В медиевистике XIX века Е. В. Гутнова условно выделяла три направления — политическое, историко-правовое и позитивистское, причём последнее объединяло многие школы и течения. Политическое направление как раз и было представлено школой Л. фон Ранке. Значительным влиянием оно пользовалось в Германии и России. Основателем историко-правового направления был Франсуа Гизо. Позитивистское направление стало влиятельным во всём мире после 1850-х годов. Д. Делияннис (Университет Индианы) отмечала, что особенностью медиевистики до начала 1940-х годов было то, что малое число учёных занимались именно историографией как таковой, то есть разными аспектами понимания и написания истории в Средние века; немногие специалисты занимались отдельными жанрами исторического письма: «всеобщей истории» (Бюдингер), хрониками и анналами (Пул, фон Рад), а также отдельными историками (монография Бёмана о Видукинде Корвейском). Позитивистская методология позволила создать большие серии исторических источников, особенно Monumenta Germaniae Historica и Rerum Italicarum Scriptores.
Этапным стало исследование 1957 года Герберта Грундмана Geschichtsschreibung im Mittelalter: Gattungen, Epochen, Eigenart, в котором автор подверг весь массив средневековых исторических текстов анализу по жанрам (фольклор, этноистория, всемирная хроника, анналы, жития, деяния, частные хроники, эпическая поэзия) и традициям (ранняя германская, каролингская, салическо-оттоновская, Барбароссы, позднесредневековая). Применённый метод позволял рассматривать базовые тексты одного и того же жанра в разные исторические эпохи и объяснять их популярность или непопулярность. В основном, Грундман работал с источниками по истории Германии. После этого наступил в известной степени «историографический взрыв». Библиография работ, посвящённых одному только Григорию Турскому, превышает 800 названий. Новый этап в историографическом изучении был подытожен в сводной библиографии Роджера Рэя Medieval Historiography through the Twelfth Century: Problems and Progress of Research (1974). Рэй выделил в изучении средневековой историографии три основные проблемы: жанра, библейского влияния и влияния классической античной традиции. К 2003 году это проблемное поле обогатилось вопросами читательской аудитории, особенностей исторического сознания, понятия истины, структур нарратива, проблемы литературы и вымысла в повествовании и гендерных аспектов.
Ещё одним этапным исследованием стала «История и историческая культура средневекового Запада» Бернара Гене, опубликованная в 1980 году. В 1985 году Франц-Йозеф Шмале опубликовал монографию Funktion und Form mittelalterlicher Geschichtsschreibung: Eine Einführung («Введение в функции и формы средневековой историографии»), которые Д. Делияннис считала очень похожими. Оба автора обращались ко всему спектру исторического повествования и посвятили отдельные главы средневековому историческому знанию, методам работы с прошлым, историческому времени, взаимодействию с традицией священной истории, характеру исторической истории, функциям исторического письма и аудитории исторических текстов. Для анализа исторических текстов использовался тематический подход. Помимо этих общих трудов было выпущено множество конкретных исследований различных исторических жанров. Преимущественно их авторы сосредотачивались на определённой географической области в конкретный период или даже на одном конкретном тексте. Обзоры национальных средневековых историографий существуют для Англии, Италии и Испании. Во Франции была опубликована пятитомная серия Typologie des Sources du Moyen Age occidental («Типология исторических источников западноевропейского средневековья»), выходили также критические издания раннесредневековых анналов, всемирных хроник, житийной литературы, gesta episcoporum et abbatum, и даже местных и частных хроник. Свой анализ Д. Делиянис подытоживала так: «Намного легче написать анализ отдельного текста, чем пытаться исследовать историю средневековья в целом». Под редакцией Д. Делиянис в Лейдене в 2003 году было выпущено обобщающее исследование средневековой историографии, отражающее состояние современной медиевистики. В рецензии Габриэлы Шпигель (Университет Джонса Хопкинса) книга характеризовалась как «увлекательная и поучительная» как для специалистов, так и для широкой читательской массы.
В советской исторической науке в связи с утверждением марксистского метода, обобщающие труды по средневековой западной историографии начали подготавливаться ещё в 1930-е годы. Учебник О. Л. Вайнштейна «Историография средних веков в связи с развитием исторической мысли от начала средних веков до наших дней» был опубликован в 1940 году и переиздан как монография в 1964-м в дополненном виде. Курс лекций Е. А. Косминского по средневековой историографии от V до XIX века, который он читал в 1938—1947 годах на историческом факультете МГУ, был издан в 1963 году как монография под редакцией С. Д. Сказкина, Е. В. Гутновой, Я. А. Левицкого, Ю. М Сапрыкина. В 1955 году издавалось также учебное пособие А. Д. Люблинской по источниковедению истории Средних веков, а в 1974 и 1985 годах — пособие Е. В. Гутновой по историографии истории средних веков, начиная с XIX века. Новые монографии, хрестоматии и публикации источников стали выпускать специалисты Института всеобщей истории РАН начиная с 2000-х годов.